# Eleição presidencial na Venezuela em 2024
A eleição presidencial na Venezuela em 2024 ocorreu em 28 de julho para escolher um presidente para um mandato de seis anos, com início em 10 de janeiro de 2025. A eleição, marcada por controvérsias, ocorreu em um contexto onde o governo de Maduro controlava todo o poder e reprimia a oposição política.
O presidente Nicolás Maduro concorreu a um terceiro mandato consecutivo, enquanto o ex-diplomata Edmundo González Urrutia representou a Plataforma Unitária Democrática (PUD), a principal aliança política de oposição. Outros candidatos importantes da oposição venezuelana foram impedidos pelo governo de participar da eleição durante as suas campanhas ou em eleições anteriores. Em junho de 2023, a principal candidata, María Corina Machado, foi proibida de participar pelo governo venezuelano sob a acusação de envolvimento em corrupção. Esse ato foi considerado pela oposição como uma violação dos direitos políticos e foi condenado por organismos internacionais como a Organização dos Estados Americanos, a União Europeia e a Human Rights Watch, além de vários estados.
Pesquisas realizadas antes da eleição indicavam que González venceria com ampla margem. Após o Conselho Nacional Eleitoral (CNE), controlado pelo governo, anunciar resultados parciais apontando uma vitória apertada de Maduro em 29 de julho, líderes mundiais expressaram predominantemente ceticismo quanto aos resultados divulgados e não reconheceram as alegações do CNE, com exceções como os líderes da Bolívia, Rússia, China, Irã e Cuba, entre outros, que parabenizaram Maduro. Tanto González quanto Maduro se declararam vencedores da eleição. Os resultados da eleição não foram reconhecidos pelo Carter Center e pela Organização dos Estados Americanos devido à falta de resultados detalhados, sendo contestados pela oposição, que reivindicou a vitória e apresentou acesso às contagens de votos coletadas por observadores eleitorais de uma maioria dos centros de votação como prova.
Após o anúncio dos resultados pelas autoridades eleitorais, protestos irromperam em todo o país, e o governo Maduro estabeleceu uma extensiva repressão com a continuidade de prisões de figuras políticas da oposição, como também prisões de milhares de manifestantes e perseguição e censura a imprensa local e internacional.
No dia 1 de agosto, os Estados Unidos reconheceram a vitória de Edmundo González Urrutia, posteriormente os seguintes países: Uruguai, Costa Rica, Equador e Panamá reconheceram também a vitória dele, a Argentina chegou a reconhecer, mas voltou sob a justificativa de esperar o desenrolar dos acontecimentos. Além desses, outros 12 países, como também a União Europeia, não reconhecem a vitória do Maduro.
Outros 17 países, incluindo Brasil, Portugal, Colômbia, Suíça e outros evitaram tomar uma posição definitiva.
No dia 5 de agosto, Edmundo González autoproclamou ser o presidente da Venezuela, medida tem caráter simbólico uma vez que somente o Conselho Nacional Eleitoral venezuelano tem o poder de proclamar quem é o novo presidente.
Por fim, a justiça venezuelana decretou a prisão de Edmundo González sob a acusação de publicar  resultados eleitores paralelos em um site de internet, acusação repetidamente rejeitada por González, cinco dias após isso, ele fugiu da Venezuela e pediu asilo político à Espanha. A líder da oposição, María Corina Machado,  permanece no país e disse que González precisou fugir para "preservar sua liberdade" e ela disse também: “o regime não tem escrúpulos nem limites na sua obsessão em silenciá-lo e tentar subjugá-lo”.

## Contexto

### Regressão democrática
As eleições ocorreram num regime autoritário. Desde os anos 1990, houve uma regressão democrática significativa na nação, com uma tendência crescente ao autoritarismo.
O cientista político Steven Levitsky considerou "os anos entre 2004 e 2016 como um período de autoritarismo competitivo", no qual "o governo abusa do poder e viola direitos de tal forma que a oposição joga em um campo desequilibrado... Mas há um campo de jogo, há oposição e há competição real pelo poder". Desde a presidência de Nicolás Maduro em 2013, Levitsky argumenta que a nação "se aproximou" do status de uma ditadura em grande escala, especialmente "desde que os maiores partidos de oposição e principais políticos foram proibidos de concorrer" na eleição presidencial na Venezuela em 2018. As eleições não foram consideradas livres ou justas pelos observadores.

### Crise na Venezuela
Desde 2010, a Venezuela tem sofrido uma crise socioeconômica sob Nicolás Maduro e brevemente sob seu predecessor Hugo Chávez, com a criminalidade, hiperinflação e escassez diminuindo a qualidade de vida. Como resultado do descontentamento com o governo, a oposição foi eleita para ocupar a maioria na Assembleia Nacional após a eleição parlamentar na Venezuela em 2015, pela primeira vez desde 1999. Após a eleição, a Assembleia Nacional pato manco—com uma maioria pró-governo—preencheu o Tribunal Supremo de Justiça (Venezuela), o tribunal mais alto da Venezuela, com aliados de Maduro. O tribunal retirou três parlamentares da oposição de seus assentos na Assembleia Nacional no início de 2016, citando supostas "irregularidades" em sua eleição, impedindo assim uma supermaioria de oposição que poderia desafiar o presidente Maduro.
O tribunal aprovou várias ações de Maduro e concedeu-lhe mais poderes em 2017. À medida que os protestos aumentavam contra Maduro, ele convocou uma assembleia constituinte que redigiria uma nova constituição para substituir a Constituição da Venezuela de 1999 criada sob Chávez. Muitos países consideraram essas ações uma tentativa de Maduro de permanecer no poder indefinidamente, e mais de 40 países declararam que não reconheceriam a Assembleia Nacional Constituinte da Venezuela de 2017 (ANC). A Mesa da Unidade Democrática—a oposição ao partido governista—boicotou a eleição, dizendo que a ANC era "um truque para manter [o partido governista] no poder". Como a oposição não participou da eleição, o Grande Polo Patriótico, dominado pelo Partido Socialista Unido da Venezuela, ganhou quase todos os assentos da assembleia por padrão. Em 8 de agosto de 2017, a ANC declarou-se o ramo do governo com poder supremo na Venezuela, proibindo a Assembleia Nacional, liderada pela oposição, de realizar ações que interferissem com a assembleia, enquanto continuava a aprovar medidas em "apoio e solidariedade" ao presidente Maduro, efetivamente retirando todos os poderes da Assembleia Nacional.

### Eleição de 2018 e crise presidencial
Em fevereiro de 2018, Maduro convocou uma eleição presidencial antecipada – quatro meses antes da data prevista de dezembro. Ele foi declarado vencedor em maio de 2018 após vários partidos importantes da oposição serem proibidos de participar, entre outras irregularidades; muitos disseram que a eleição era inválida. Políticos tanto internos quanto internacionais disseram que Maduro não foi legitimamente eleito, e o consideraram um ditador ineficaz. Nos meses que antecederam sua posse em 10 de janeiro de 2019, Maduro foi pressionado a renunciar por nações e organizações como o Grupo de Lima (exceto o México), os Estados Unidos e a OEA; essa pressão aumentou após a nova Assembleia Nacional da Venezuela ser empossada em 5 de janeiro de 2019. Entre a eleição presidencial de maio de 2018 e a posse de Maduro, houve pedidos para estabelecer um governo de transição.
O novo mandato de seis anos de Maduro não começou até 10 de janeiro de 2019, quando ele fez seu juramento oficial em uma cerimônia pública em Caracas, em frente ao Supremo Tribunal de Justiça da Venezuela. Os resultados da eleição foram amplamente contestados tanto na Venezuela quanto na comunidade internacional. Alguns políticos, tanto internos quanto internacionais, disseram que Maduro não foi legitimamente eleito No mesmo mês, a Assembleia Nacional invocou cláusulas da Constituição Venezuelana de 1999 para instalar o presidente da Assembleia Nacional, Juan Guaidó, como presidente interino, precipitando a crise presidencial venezuelana.
Em janeiro de 2020, os esforços liderados por Guaidó para criar um governo de transição não tiveram sucesso e Maduro continuou a controlar as instituições estatais da Venezuela. Em janeiro de 2021, a União Europeia deixou de reconhecer Guaidó como presidente, mas ainda não reconheceu Maduro como presidente legítimo; o Parlamento Europeu reafirmou seu reconhecimento de Guaidó como presidente, e a UE ameaçou com mais sanções. Após o anúncio das eleições regionais em 2021, Guaidó anunciou um "acordo de salvação nacional" e propôs a negociação com Maduro com um cronograma para eleições livres e justas, com apoio e observadores internacionais, em troca do levantamento das sanções internacionais.
Em dezembro de 2022, três dos quatro principais partidos políticos de oposição (Primeiro Justiça, Ação Democrática e Uma Nova Era) apoiaram e aprovaram uma reforma para dissolver o governo interino e criar uma comissão de cinco membros para gerenciar ativos estrangeiros, já que os deputados buscavam uma estratégia unificada antes das eleições de 2024, afirmando que o governo interino não havia atingido os objetivos que havia estabelecido.

### Proposta de governo de transição de 2020
Em 31 de março de 2020, os Estados Unidos propuseram um governo de transição que excluiria tanto Maduro quanto Guaidó da presidência. O acordo imporia um cenário de divisão de poder entre as diferentes facções do governo. As eleições teriam que ser realizadas dentro do ano, e todos os militares estrangeiros, particularmente de Cuba e da Rússia, teriam que deixar o país. Os EUA ainda buscavam a prisão de Maduro no momento do anúncio. Outros aspectos do acordo dos EUA incluiriam a libertação de todos os prisioneiros políticos e a criação de um conselho de cinco pessoas para liderar o país; dois membros escolhidos por Maduro e dois por Guaidó fariam parte do conselho, com o último membro sendo selecionado pelos quatro. A União Europeia também concordou em remover sanções se o acordo fosse adiante. Especialistas notaram que o acordo é semelhante a propostas anteriores, mas menciona explicitamente quem lideraria um governo de transição, algo que impediu discussões anteriores, e vem logo após os EUA indiciaram Maduro, o que pode pressioná-lo a deixar o poder pacificamente.
Guaidó aceitou a proposta, enquanto o ministro das Relações Exteriores da Venezuela, Jorge Arreaza, rejeitou e declarou que apenas a eleição parlamentar aconteceria em 2020.

### Primárias da oposição
Em novembro de 2022, Diosdado Cabello, vice-presidente do Partido Socialista Unido da Venezuela (PSUV), insistiu que a eleição presidencial fosse antecipada para o primeiro semestre de 2023, afirmando que a oposição acabaria se confrontando se esse fosse o caso, considerando que as primárias para definir o candidato a representá-los estavam planejadas para o mesmo ano.  As primárias presidenciais da Plataforma Unitária de 2023 foram realizadas em 22 de outubro de 2023.

#### Junho
Um grupo de mulheres identificadas com o partido governista insultou e agrediu fisicamente o pré-candidato Henrique Capriles durante uma visita a Santa Inés, estado de Carabobo, em uma tentativa de interromper sua campanha.
Em 30 de junho de 2023, a Controladoria Geral anunciou que a pré-candidata e ex-membro da Assembleia Nacional María Corina Machado estava desqualificada para ocupar cargos públicos por 15 anos, vinculando-a a supostos crimes de Juan Guaidó, bem como apoiando sanções internacionais contra o país. Ela foi autorizada a participar das primárias da oposição porque não são regulamentadas pelo governo de Maduro. Capriles recebeu a mesma sentença e foi proibido de ocupar cargos públicos até 2032. Analistas afirmaram que as acusações eram incoerentes, já que Machado não era membro da Assembleia Nacional de oposição de 2015 (tendo sido desqualificada pelo Escritório da Controladoria), além de nunca ter servido no governo interino de Guaidó. A desqualificação foi considerada ilegal e inconstitucional por vários juristas, incluindo o advogado constitucional Allan Brewer Carías. A Rede Latino-Americana e Caribenha pela Democracia citou o precedente da sentença Petro Urrego v. Colômbia da Corte Interamericana de Direitos Humanos em 2020, que determinou que "é uma violação grave dos direitos humanos políticos se uma autoridade administrativa, e não um juiz através de devido processo judicial, desqualifica politicamente um cidadão".

#### Julho
Em 10 de julho de 2023, militantes relatados do Partido Comunista da Venezuela apresentaram um Recurso de amparo ao Supremo Tribunal de Justiça para nomear uma diretoria ad hoc considerando o partido, dizendo que está "sequestrado" por seu secretário-geral Óscar Figuera. A ação seguiu o padrão dos partidos Ação Democrática, COPEI e Tupamaro, onde novas presidências foram impostas judicialmente, cooptando o nome e os símbolos dos partidos. Movimentos comunistas na América Latina expressaram seu apoio ao partido, assim como a Plataforma Comunista dos Trabalhadores dos EUA e o Conselho Americano de Bolcheviques, que disseram em um comunicado conjunto "o [Partido Socialista Unido da Venezuela] (PSUV), como servo da burguesia, nunca pode cumprir sua falsa promessa de socialismo".
Oito dos treze candidatos da oposição realizaram um debate na Universidade Católica Andrés Bello. Foi o primeiro debate presidencial na Venezuela em 11 anos. Os participantes foram María Corina Machado pela Vente Venezuela, Carlos Prosperi pela Ação Democrática, Freddy Superlano pela Vontade Popular, a candidata transgênero Tamara Adrián pela Unidos por la Dignidad, Delsa Solórzano pelo Encuentro Ciudadano, Andrés Velásquez pela La Causa R, César Pérez Vivas pela Concertación Ciudadana e Andrés Caleca pelo Movimiento por Venezuela.
O outlet de verificação de fatos venezuelano Cazadores de Fake News denunciou uma operação para desacreditar María Corina Machado. A operação foi promovida por uma rede de desinformação que originalmente espalhou desinformação sobre Leopoldo López, Juan Guaidó e outros políticos da oposição. Militantes pró-governo tentaram atacar María Corina durante um ato de campanha em 15 de julho no estado de Vargas. No dia seguinte, impediram um comício em Petare, no leste de Caracas. Em 22 de julho, o Vente Venezuela denunciou ameaças de morte a Machado pelo Exército de Libertação Nacional (ELN), um grupo guerrilheiro colombiano de extrema-esquerda, após sua sede de campanha em La Fría, estado de Táchira, ter sido pichada durante a noite com mensagens como "morte a María Corina" e "primárias sem María Corina", assinadas pelo ELN. O grupo negou ser o autor dessas ameaças.
Em 27 de julho, a Vontade Popular denunciou que Freddy Superlano, pré-candidato do partido, teve seu passaporte confiscado pelas autoridades venezuelanas na Ponte Internacional Atanasio Girardot na fronteira com a Colômbia.

#### Agosto
A pré-candidata Delsa Solórzano denunciou ameaças de morte envolvendo o ELN, incluindo mensagens nas redes sociais como "as forças coletivas do ELN vão te matar". Seguidores de Henrique Capriles disseram que chavistas atacaram apoiadores de Capriles em um comício no estado de Apure. Segundo seu partido, Primeiro Justiça, esta foi a sétima agressão contra o pré-candidato ou seus seguidores desde 29 de maio.
Em 14 de agosto, a Plataforma Unitária emitiu um comunicado rejeitando declarações de autoridades governamentais ligando as primárias da oposição à violência política.

#### Outubro
Em 12 de outubro, a organização política Fuerza Vecinal solicitou a suspensão das primárias, argumentando que as condições para as primárias não foram atendidas. No dia anterior às primárias, o Sindicato Nacional dos Trabalhadores da Imprensa denunciou que a entidade reguladora CONATEL proibiu vários meios de comunicação de cobrir as eleições, fazendo com que os principais circuitos de rádio e algumas emissoras de televisão na Venezuela suspendessem as operações.

#### Conduta
Na madrugada de 22 de outubro, dia da primária, o candidato da Acción Democrática, Carlos Prosperi, insultou o jornalista Eugenio Martínez depois que Martínez questionou acusações sobre o processo de designação dos membros de mesa.
O presidente da Comissão Nacional de Primária (CP), Jesus María Casal, ofereceu o primeiro balanço das primárias por volta das 9h15, afirmando que, até aquele momento, mais de 70% das mesas eleitorais tinham sido instaladas e que não haviam sido registrados incidentes.
Pela manhã, no bairro de El Guarataro, na zona oeste de Caracas, coletivos impediram a instalação do centro de votação na área. A organização não governamental Voto Joven denunciou que os grupos roubaram material de uma mesa de votação e que houve violência com arma de fogo. Moradores do bairro instalaram o centro de votação após a intimidação. Na Plaza La Estrella, em Caracas, o início da votação foi adiado devido à queima intencional de lixo no centro do ponto de votação. Freiras do Patronato San José de Tarbes denunciaram que eleitores que tentaram participar foram ameaçados por coletivos, e que o centro teve que ser transferido para outro local. Também pela manhã, civis armados entraram no ponto de votação La Cañada, na paróquia de San Juan, apontaram para o coordenador do centro de votação e levaram uma mesa durante o início do processo, disparando vários tiros.
Na paróquia de Santa Rosalía, motociclistas lançaram uma bomba de gás lacrimogêneo nas proximidades do centro de votação. O ponto permaneceu aberto e os eleitores continuaram com o processo. À tarde, dois homens dispararam tiros para o ar no ponto de votação em Las Acacias, Caracas. Os eleitores se dispersaram temporariamente antes de retornarem ao local de votação novamente.
A vice-presidente da Junta Regional do estado de Monagas, Dexcy Moya, denunciou que coletivos gritaram palavrões e ameaças em vários centros de votação em Maturin.
De seu local de votação, Prosperi criticou novamente a organização da eleição primária, afirmando que em alguns centros de votação não houve distribuição de material eleitoral. Prosperi foi vaiado pelos eleitores presentes. Um vídeo foi posteriormente vazado nas redes sociais onde Prosperi desqualificou antecipadamente os resultados das primárias, antes que fossem anunciados. Seu partido, Acción Democrática, rejeitou as declarações, dizendo que "não representa a posição do partido" e que está "firme com a unidade".

## Processo eleitoral
O Presidente da Venezuela é eleito por pluralidade em uma única rodada de votação. Em 5 de março de 2024, o Conselho Nacional Eleitoral da Venezuela convocou a eleição presidencial para 28 de julho de 2024, também anunciando eventos e datas no cronograma eleitoral:
| N.º | Evento                                             | Datas               | Datas               | Status    |
| N.º | Evento                                             | Início              | Fim                 | Status    |
| --- | -------------------------------------------------- | ------------------- | ------------------- | --------- |
| 1   | Convocação do processo                             | 5 de março de 2024  | 5 de março de 2024  | Concluído |
| 2   | Dia especial de registro para o Registro Eleitoral | 18 de março de 2024 | 16 de abril de 2024 | Concluído |
| 3   | Seleção de membros de organizações subordinadas    | 20 de março de 2024 | 20 de março de 2024 | Concluído |
| 4   | Registro de candidatos à presidência               | 21 de março de 2024 | 25 de março de 2024 | Concluído |
| 5   | Tribunal de Registro Eleitoral                     | 16 de abril de 2024 | 16 de abril de 2024 | Concluído |
| 6   | Campanha eleitoral                                 | 4 de julho de 2024  | 25 de julho de 2024 | Concluído |
| 7   | Eleição presidencial                               | 28 de julho de 2024 | 28 de julho de 2024 | Concluído |

As eleições venezuelanas são supervisionadas pelo Conselho Nacional Eleitoral (CNE), com os trabalhadores eleitorais sendo recrutados através de um sorteio de eleitores registrados. Os locais de votação são equipados com várias máquinas de votação DRE de alta tecnologia com tela sensível ao toque, uma para cada "mesa eleitoral" ou "mesa" de votação. Após o voto ser registrado, cada máquina imprime um boletim de voto, também conhecido como comprovante de votação verificado pelo eleitor, que é inspecionado pelo eleitor e depositado em uma urna pertencente à mesa da máquina. As máquinas de votação operam de forma autônoma, desconectadas de qualquer rede até o fechamento das urnas. O fechamento das sessões de votação em cada estação de votação de um centro de votação é determinado pela falta de eleitores após o esvaziamento das filas ou pela hora, a critério do presidente da mesa de votação.[carece de fontes?]

### Testemunhas eleitorais
A lei venezuelana prevê que representantes da oposição observem cada local de votação; qualquer pessoa pode testemunhar o processo eleitoral. Cada máquina imprime folhas de apuração (actas de escrutinio ou actas) após o fechamento das urnas, mostrando quantos votos foram recebidos por cada candidato, e os representantes dos partidos recebem uma cópia. Após o secretário da mesa de votação e as testemunhas credenciadas pelo CNE concordarem que a folha de apuração corresponde aos comprovantes de papel nas urnas, eles assinam a folha de apuração, transmitida ao CNE e cópias assinadas são entregues às testemunhas. O CNE normalmente publica as contagens, mas não as imagens das folhas de apuração.
Lester Toledo, estrategista da oposição, disse ao Miami Herald que, antecipando fraude na contagem de votos, a oposição coordenou por vários meses antes da eleição para organizar 600.000 voluntários em grupos de "comando" de 10 (comanditos) para incluir "testemunhas para cada máquina de votação, vigilantes fora dos centros para garantir que tudo corresse bem e monitores que garantiam que as folhas de apuração fossem impressas e depois levadas para locais externos para serem digitalizadas e, finalmente, carregadas em uma nuvem centralizada". Os voluntários carregaram 24.576 actas e contaram os votos usando os QR codes impressos em cada uma.
Após a eleição, a oposição publicou um banco de dados e um site pesquisável com imagens das folhas de apuração, que os eleitores registrados podem verificar e que eles forneceram a observadores internacionais e em um segundo site. Partidos e governos que contestam os resultados do governo instaram o CNE a produzir as folhas de apuração para verificar sua contagem.
Como parte da administração eleitoral, o Conselho Nacional Eleitoral planejou uma auditoria pós-eleitoral de 54% dos locais de votação, comparando os registros eletrônicos com o comprovante de papel.[carece de fontes?]

### Número de eleitores e locais de votação
A primeira ediçãoPredefinição:When da Gazeta Eleitoral relatou que o Registro Eleitoral da Venezuela tinha 21.010.514 eleitores registrados. Destes, 20.675.478 estavam na Venezuela, 107.836 estavam no exterior e 227.200 eram cidadãos estrangeiros no país. A ONG Súmate observou um declínio no número de eleitores registrados nas últimas seis publicações em 2021 e 2022, com 84.115 eleitores a menos desde a última publicação. Eles também destacaram que 53.991 eleitores tinham objeções e não puderam votar, instando-os a verificar o seu status no site do Conselho Eleitoral e apresentar uma reclamação, se necessário.
No dia da eleição, 15.767 estações de votação foram montadas até às 08:20, horário local, o que representava 95% do total, segundo o CNE.

### Observadores
Havia muito poucos observadores eleitorais internacionais.

#### Carter Center

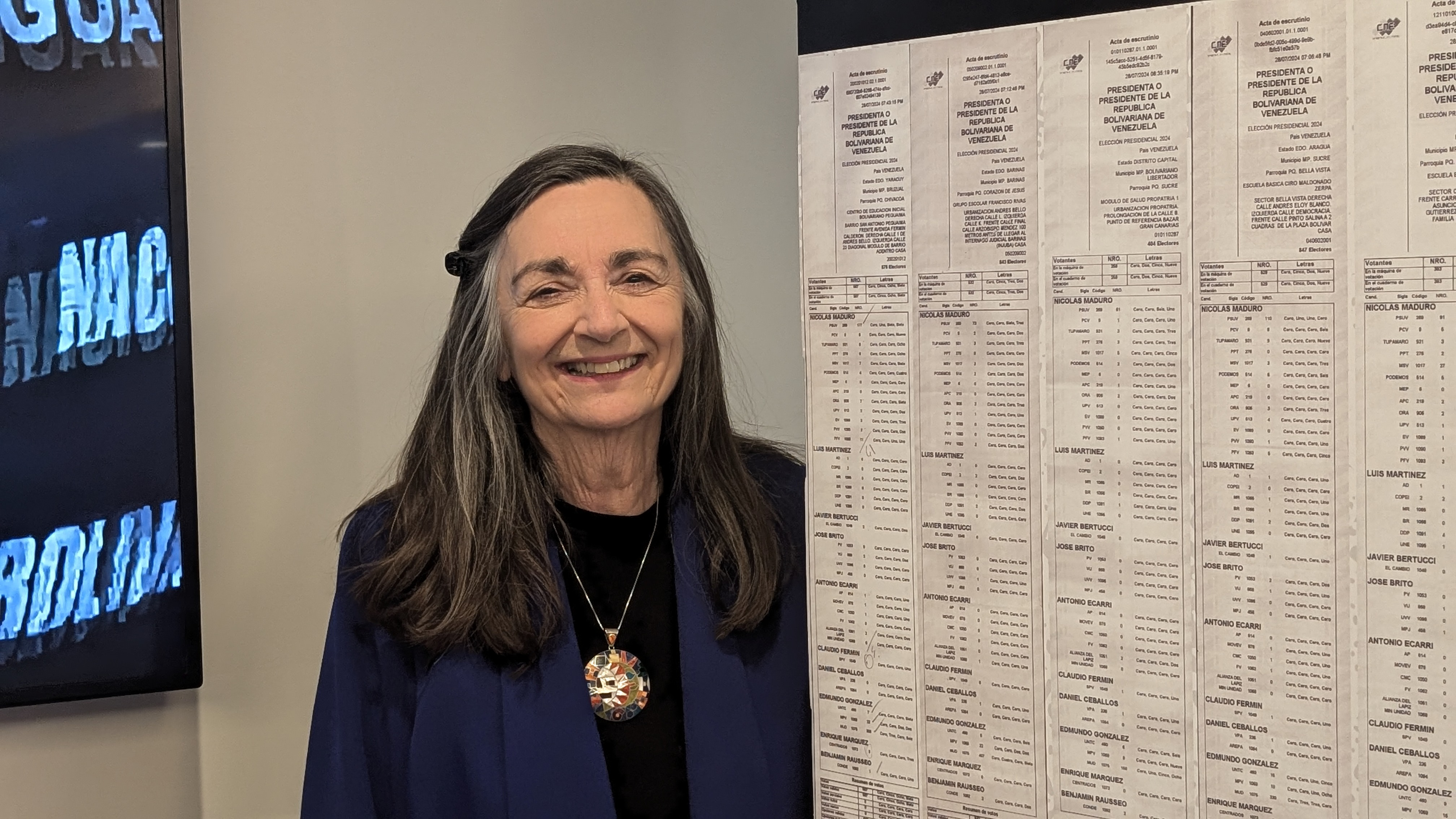
Jennie Lincoln, observadora eleitoral do Carter Center, ao lado dos registos de votação que mostram a vitória de Edmundo González.

Em 20 de junho de 2024, o Carter Center concordou em enviar observadores em resposta a preocupações sobre a falta de monitores independentes suficientes, o que poderia minar a legitimidade dos resultados eleitorais. O Carter Center enviou apenas uma "pequena equipe técnica", segundo a BBC de 17 especialistas para 4 cidades.
Após a eleição, o Carter Center declarou que houve uma "total falta de transparência" e que a eleição "não atendeu aos padrões internacionais", "não pode ser considerada democrática" e ocorreu em um "ambiente de liberdades restritas" e "claro viés" das autoridades eleitorais; eles não puderam verificar os resultados da autoridade eleitoral.

#### Nações Unidas
Em 25 de junho de 2024, as Nações Unidas anunciaram que enviariam quatro monitores, após a recusa da oposição em assinar um acordo reconhecendo os resultados da votação presidencial. A equipe da ONU produziria independentemente um relatório confidencial para o Secretário-Geral das Nações Unidas, incluindo recomendações para futuras eleições na Venezuela.

#### União Europeia
Em 28 de maio de 2024, o CNE revogou seu convite para observadores da União Europeia monitorarem a eleição, citando sanções existentes contra Elvis Amoroso, chefe do CNE e aliado de Maduro.
Após o Parlamento Europeu aprovar uma resolução condenando a desqualificação política da pré-candidata da oposição María Corina Machado, o presidente da Assembleia Nacional pró-governo, Jorge Rodríguez, declarou em 13 de julho de 2023 que o governo venezuelano não permitiria uma missão de observação eleitoral da União Europeia.

#### Argentina e Brasil
Em 17 de julho de 2024, o Tribunal Superior Eleitoral (TSE) do Brasil, que anteriormente havia rejeitado um convite do governo de Maduro para enviar observadores à eleição, anunciou uma reversão de sua decisão, afirmando que enviaria dois observadores. O TSE posteriormente informou ao Ministério das Relações Exteriores do Brasil que enviaria Sandra Damiani, diretora da Assessoria de Gestão Eleitoral do TSE, e José de Melo Cruz, chefe da Coordenação de Sistemas Eleitorais.

Em 22 de julho de 2024, o presidente brasileiro Lula da Silva declarou:
Se Maduro quer contribuir para que o crescimento volte à Venezuela, para que as pessoas que saíram da Venezuela voltem e para estabelecer um estado de crescimento econômico, ele precisa respeitar o processo democrático.
Lula, que anteriormente se recusou a criticar abertamente Maduro, disse que enviaria o ex-ministro das Relações Exteriores Celso Amorim para observar a eleição.
Em 24 de julho de 2024, o TSE anunciou que não enviaria mais observadores para a eleição em razão das declarações de Maduro nas quais, sem provas, ele acusou o sistema eleitoral brasileiro de não ser auditável. Apesar disso, a visita de Celso Amorim ocorreu como planejado, e ele foi recebido no Palácio Miraflores pelo governo venezuelano.
O ex-presidente argentino Alberto Fernández foi desconvidado para observar após concordar com Lula.

#### Outros países
Funcionários da Espanha (dez membros de seu parlamento), Portugal, e Colômbia (senadora Angelica Lozano) disseram que foram impedidos de entrar na Venezuela dias antes da eleição.
Um voo da Copa Airlines do Panamá com destino a Caracas no dia anterior à votação com os ex-presidentes Mireya Moscoso (Panamá), Miguel Angel Rodriguez (Costa Rica), Jorge Quiroga (Bolívia) e Vicente Fox (México), bem como Marta Lucia Ramirez (ex-vice-presidente da Colômbia), não pôde partir do Panamá até que os ex-funcionários desembarcassem.
Senadores chilenos Felipe Kast e Rojo Edwards também foram deportados pelas autoridades venezuelanas um dia após chegarem para observar a votação.  es, presidente da Comissão de Relações Exteriores do Senado Argentino, convidado pela oposição para a eleição, também foi deportado da Venezuela. A ex-prefeita de Bogotá, Claudia López, também foi expulsa da Venezuela após chegar para observar a eleição.
Em 27 de julho de 2024, o deputado uruguaio Pablo Viana foi deportado da Venezuela após ser convidado pela oposição para participar da eleição.

## Candidaturas
Durante as eleições presidenciais venezuelanas de 2024, inicialmente, treze candidatos se inscreveram, onze candidatos sem representatividade significativa foram inscritos após o veto do regime de Maduro às candidatas opositoras María Corina Machado e Corina Yoris. O chavismo na Venezuela permitiu a inscrição de candidatos considerados colaboracionistas, falsos opositores e políticos alinhados à estratégia bolivariana para as eleições presidenciais de julho de 2024, enquanto bloqueia os verdadeiros opositores. Faltando nove dias para as eleições, estão inscritos dez candidatos.
Entre esses candidatos encontram-se indivíduos com vínculos ao chavismo e figuras diversas como um comediante e um pastor evangélico. Luis Eduardo Martínez, deputado por Acción Democrática (AD), já ocupou cargos de governador e vereador. Daniel Ceballos, ex-prefeito de San Cristóbal e ex-membro do movimento estudantil opositor, foi beneficiado pelo Tribunal Supremo de Justiça (TSJ). Antonio Ecarri, com antecedentes em educação e gestão pública, declinou múltiplas candidaturas na sua carreira política. Juan Carlos Alvarado (retirado), atual secretário-geral do COPEI, foi designado pelo TSJ e validou o controle do Parlamento pelo chavismo. Benjamín Rausseo, comediante e empresário conhecido como "Er Conde del Guácharo", já tentou cargos públicos anteriormente. Javier Bertucci, pastor evangélico e deputado, tem antecedentes criminais relacionados ao contrabando de diesel. José Brito, ex-membro do Primeira Justiça, foi acusado de corrupção e de colaborar com o regime para impedir a reeleição de Juan Guaidó. Claudio Fermín, com extensa trajetória política e cargos no Poder Executivo, foi candidato presidencial em várias ocasiões sem sucesso. Luis Ratti (retirado), empresário e pregador, solicitou a suspensão das primárias opositoras. Enrique Márquez, ex-reitor do Conselho Nacional Eleitoral (CNE), ocupou cadeiras na Assembleia Nacional e foi vice-presidente da mesma. Finalmente, Manuel Rosales (retirado), atual governador de Zulia e membro do UNT, tem um histórico de confrontação e colaboração com o chavismo, tendo sido candidato presidencial em 2006 e enfrentado acusações de enriquecimento ilícito.
O restante das candidaturas autodenominadas de oposição, foram vinculadas em diversas ocasiões ao governo de Nicolás Maduro, argumentando que a função das suas candidaturas é dividir o voto opositor e evitar o triunfo de Edmundo González, sendo denominados como «escorpiões» por diversos meios de comunicação.

### Pólo Patriótico do Grande Simón Bolívar
Em 16 de março de 2024, o Partido Socialista Unido da Venezuela (PSUV) anunciou formalmente que o atual presidente Nicolás Maduro seria o seu candidato para concorrer às eleições presidenciais. Esta será a terceira candidatura de Maduro a um mandato de seis anos como presidente.
| Partido e/ou Coalizão                 | Partido e/ou Coalizão | Candidato                         | Encargos públicos | Ref. |
| ------------------------------------- | --------------------- | --------------------------------- | --- | ---- |
| Partido Socialista Unido da Venezuela |                       | Nicolás Maduro (61 anos) Político | - Constituinte (1999-2000) - Deputado à Assembleia Nacional (2000-2006) - Presidente da Assembleia Nacional (2005-2006) - Chanceler da República (2006-2013) - Vice-Presidente Executivo da República (2012-2013) - Presidente da República (desde 2013) | 7    |

### Plataforma Unitária
Em 16 de maio de 2023, a Plataforma Unitária anunciou a realização de um processo primário para eleger um candidato único para as eleições presidenciais.  Em 24 de julho de 2023 terminaria o período de inscrição, no qual 14 candidatos se inscreveram no processo. Após a realização das eleições primárias no domingo, 22 de outubro de 2023, foi divulgado um primeiro boletim com apenas 26% apurados e a vencedora foi María Corina Machado, arrebatando mais de 90% dos votos.  Na quarta-feira, 23 de outubro, a Comissão Nacional Primária emite o terceiro e último Boletim com 91,31% de 4688/5432 do total de minutos do país, onde María Corina Machado consegue 2.253.825 votos, o que representa 92,35% do total. No exterior, 92,65% das 744/803 atas foram examinadas e no dia 26, é oficialmente nomeada pela Comissão como candidata unitária às eleições de 2024.
Em 22 de março de 2024, María Corina Machado anunciou que a Mesa Redonda da Unidade Democrática mudará a sua candidata presidencial para Corina Yoris devido à desqualificação de Machado. Como Corina Yoris não pode se candidatar, foi lançada a candidatura de Edmundo Gonzalez.
| Partido e/ou Coalizão                                        | Candidato | Candidato                                       | Encargos públicos                                                                                   | Ref. |
| ------------------------------------------------------------ | --------- | ----------------------------------------------- | --------------------------------------------------------------------------------------------------- | ---- |
| Independente Plataforma Unitária Democrática Lema: Até o fim |           | Edmundo Gonzalez (74 anos) embaixador, político | - Embaixador da Venezuela na Argélia (1991-1993) - Embaixador da Venezuela na Argentina (1998-2002) | 13   |

### Aliança Democrática
Até o momento, a Aliança Democrática, que reiterou diversas vezes não participar no processo primário da Plataforma Unitária, ainda não disse por que meios irá eleger o seu candidato (seja primário ou consensual). Três dos seus dirigentes manifestaram a intenção de ser o único candidato da coligação.
| Partido e/ou Coalizão      | Candidato                                  | Encargos públicos                                                                                 | Ref. |
| -------------------------- | ------------------------------------------ | ------------------------------------------------------------------------------------------------- | ---- |
| COPEI ( ad hoc)            | Juan Carlos Alvarado (42 anos) - Político  | - Deputado à Assembleia Nacional (desde 2021)                                                     | 17   |
| Ação Democrática ( ad hoc) | Luis Eduardo Martínez (70 anos) - Político | - Governador do estado de Monagas (1995-2000) - Deputado à Assembleia Nacional (desde 2021)       | 18   |
| Primeira Venezuela         | José Brito (50 anos) - Administrador       | - Vereador do Município Simón Rodríguez (2005-2008) - Deputado à Assembleia Nacional (desde 2016) | 19   |

### Retirados
- Manuel Rosales, postulado por Un Nuevo Tiempo, Fuerza Vecinal e Movimiento por Venezuela, retirou-se em 19 de abril para apoiar Edmundo González.[158][159]
- Simón Calzadilla, postulado por Movimiento por Venezuela, retirou-se em 20 de abril para apoiar Edmundo González.[160]
- Juan Carlos Alvarado, postulado por COPEI (facción judicializada), retirou-se em 22 de abril para apoiar Luis Eduardo Martínez.[161]
- Luis Ratti, postulado por Derecha Democrática Popular, retirou-se em 22 de abril para apoiar Luis Eduardo Martínez.[162]

### Substituição e modificação
Em 17 e 18 de abril, a Plataforma Unitaria realizou reuniões com María Corina Machado, Edmundo González Urrutia, Manuel Rosales e Enrique Márquez para acordar e definir a candidatura oficial da oposição para fazer as modificações na cédula. Manuel Rosales renunciou à sua candidatura presidencial para apoiar Edmundo González Urrutia.
Em 20 de abril, o CNE estendeu o processo de substituição de candidatos para as eleições presidenciais por 72 horas a pedido de alguns partidos políticos. Após a ampliação do processo, em 22 de abril, Juan Carlos Alvarado desistiu de sua candidatura presidencial em favor de Luis Eduardo Martínez, o mesmo ocorreu com Luis Ratti, que também desistiu de sua candidatura presidencial em favor de Luis Eduardo Martínez, ambos se apresentaram ao CNE.
Em 23 de abril, Un Nuevo Tiempo e Movimiento por Venezuela, anunciaram a adesão dos seus cartões à candidatura presidencial unitária de Edmundo González Urrutia, após três dias de tentativas. Na tarde desse dia, chegou ao CNE a comissão técnica eleitoral da ONU, e também estava no país o Fiscal Karim Khan da Corte Penal Internacional. Fuerza Vecinal decide apoiar a candidatura de Antonio Ecarri Angola, causando uma divisão interna dentro do partido.

### Apresentação de recursos
Foram apresentadas impugnações contra as candidaturas de Manuel Rosales, Nicolás Maduro, Javier Bertucci e Antonio Ecarri Angola. Estas foram consideradas improcedentes pelo Conselho Nacional Eleitoral, segundo a Gaceta Eleitoral N° 1052. Não é a primeira vez que esses recursos são apresentados, já haviam sido apresentados em 2016.
- Em 5 de abril, foi formalizada uma impugnação perante o CNE contra a candidatura de Maduro, na qual três advogados venezuelanos, HIdalgo Valero, Juan Ramón León e MIguel Ángel Cegarra, alegam que Maduro possui dupla nacionalidade, tornando o seu exercício inconstitucional. O cidadão Nicolás Maduro Moros, portador do documento de identidade N° V-5.892.464, cuja mãe era natural de Cúcuta, República da Colômbia, e esta nacionalidade foi ratificada em 10/10/2013, por meio da leitura e aparente exibição da sua certidão de nascimento pela Dra. Tibisay Lucena, ex-Reitora do Conselho Nacional Eleitoral, que até hoje é desconhecida, não podendo ser impugnada por não ser pública. O Artigo 41 …”Apenas os venezuelanos por nascimento e sem outra nacionalidade podem exercer os cargos de Presidente da República..”. No mesmo sentido, o artigo 227 da Constituição reza…Para ser eleito Presidente da República é necessário ser venezuelano por nascimento, NÃO TER OUTRA NACIONALIDADE…”. Ressaltamos ainda que o cidadão Presidente está há 12 anos no poder, e não pode ser reeleito por violação flagrante ao Princípio de ALTERNABILIDADE, contido no artigo 6 do nosso texto constitucional que expressamente diz… “o governo deve ser ALTERNADO…».[177]
- Em 4 de abril, a ex-magistrada Blanca Rosa Mármol enviou uma carta solicitando a revisão das certidões de nascimento de Nicolás Maduro.[178]
- Sem consulta ou referendo para mudar a constituição, em 19 de janeiro de 2017, o TSJ anunciou que venezuelanos com dupla nacionalidade podem se candidatar à presidência, desde que renunciem à outra nacionalidade.[179] Enquanto a Constituição da Venezuela de 1999 vigente no seu artigo 227.[180]

## Inabilitações

### Candidatos
A inabilitação de possíveis candidatos da Plataforma Unitaria pela Controladoria após o acordo de Barbados, como a ocorrida em 16 de março contra os opositores César Pérez Vivas, ex-governador, e Juan Pablo Guanipa, dirigente do Primero Justicia, gerou controvérsia. César Pérez Vivas foi sancionado em 2015 pela Controladoria Geral por sete anos, mas a medida já teria expirado. Juan Pablo Guanipa foi inabilitado em 2021 por 15 anos para exercer cargos públicos pela presunção de recusar-se a realizar a declaração de patrimônio, e esta sanção não foi publicada na gazeta. Os opositores denunciaram que a Controladoria Geral utiliza as inabilitações como ferramenta política contra os seus detratores de maior perfil. Desde há cinco anos, a Controladoria Geral não publica a lista de pessoas que não podem participar em eleições, lembrando que o CNE não tem o poder de inabilitar os cidadãos para cargos públicos.
Até 5 de abril, a Controladoria não mostrou a resolução N° 01-00-0000285 de data 16 de setembro de 2021 nem a sua publicação na Gazeta Oficial da Venezuela sobre a sanção de María Corina Machado. Apenas se tem a afirmação do Tribunal Supremo de Justiça da Venezuela da constitucionalidade que, conforme o artigo 105 da Lei Orgânica, a Controladoria está facultada para estabelecer sanções de inabilitação, emitida em 26 de janeiro de 2024. Existe uma contradição por parte da Controladoria na resposta dada em 30 de junho de 2023 a José Brito com outra resolução N° 01-00-000398 de 13 de julho de 2015, sem direito à defesa e fora de prazo.
Em 16 de março, o CNE inabilitou os opositores César Pérez Vivas e Juan Pablo Guanipa. Em 24 de abril, a Controladoria Geral da Venezuela inabilitou por 15 anos políticos opositores, entre eles os prefeitos Elías Sayegh e José Fernández López e o ex-prefeito Carlos Ocariz, além do ex-parlamentar Juan José Caldera, que foi sancionado por 12 meses.
Dias após María Corina Machado visitar o estado Nueva Esparta, a Controladoria Geral da Venezuela inabilitou por 15 anos para ocupar cargos públicos dois prefeitos, e posteriormente, inabilitaram também por 15 anos oito prefeitos no estado Trujillo por dar o seu apoio a Edmundo González há um mês, refletido na página web do Conselho Nacional Eleitoral (CNE) da Venezuela. A Controladoria Geral da Venezuela publicou quem inabilitou. A Corte Interamericana de Direitos Humanos condenou as inabilitações administrativas, argumentando que só pode haver inabilitação mediante condenação de um juiz com garantia do devido processo. Os prefeitos inabilitados no estado Trujillo são Heriberto Tapia (município Motatán), José Carrillo (município Urdaneta), Dilcia Rojas (município Campo Elías), Keiver Peña (município Sucre), Cervando Godoy (município Márquez Cannizales), Wilmer Delgado (município Monte Carmelo), Yohanthi Domínguez (município Carache) e Francisco Aguilar (município Andrés Bello). No estado Nueva Esparta, os prefeitos inabilitados são Iraima Vásquez (município Tubores) e José María Fermín (município Villalba).

### Partidos políticos
Em 17 de março, o Conselho Nacional Eleitoral aprovou a inabilitação de 16 partidos políticos para serem autorizados a postular os seus candidatos nas eleições presidenciais, após não alcançarem o 1% dos votos mínimos na última eleição, sem oferecer um processo de validação ou reparação requerido pela lei eleitoral ao tentar cumprir um cronograma apertado nas datas. Na lista encontram-se:
- Adelante
- Única
- Convergencia
- Suma País
- Encuentro Ciudadano
- Generación Independiente
- Partido Unión y Entendimiento
- Movimiento al Socialismo
- Fuerza del Cambio
- Nueva Visión para mi País
- Unidad Política Popular 89
- Unión y Progreso
- Prociudadanos
- Compromiso País

Anteriormente, Movimiento por Venezuela e Centrados por la Gente estavam inabilitados, mas posteriormente foram habilitados durante a inscrição de candidaturas.

## Obstrução do voto no exterior

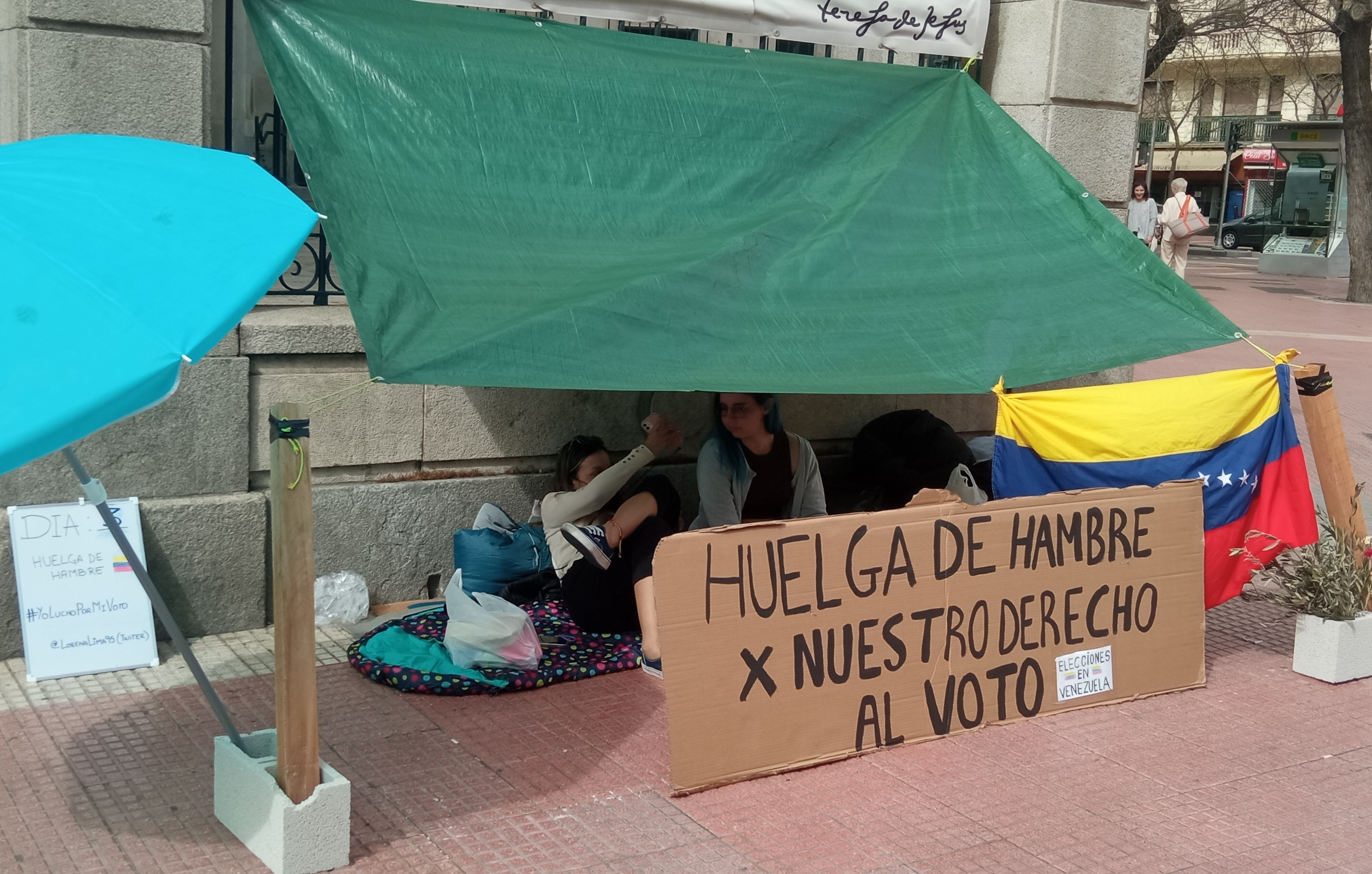
Greve de fome em Madrid pedindo a abertura do Registro Eleitoral no exterior

A jornada especial para a inscrição no Registro Eleitoral no exterior apresentou atrasos na sua instalação de até cinco dias, como ocorreu na Espanha, Argentina, Peru e Chile. Houve denúncias de cidadãos de que não puderam se inscrever ou atualizar os seus dados. O chefe da delegação negociadora da Plataforma Unitaria, Gerardo Blyde, disse durante uma entrevista que o governo não teve vontade de garantir a participação dos venezuelanos no exterior. Os requisitos para os eleitores são muito restritivos para se registrar e não estão contemplados na constituição, como o passaporte vigente sendo um dos mais caros do mundo, ter residência permanente, a maioria conta com o PTP (Permissão temporária de permanência) ou PPT (Permissão por Proteção Temporária), não contam com residência, e, como consequência, são muito poucos os que estão se inscrevendo.
Em 16 de abril concluiu a jornada especial de inscrição e atualização do Registro Eleitoral de Venezuela. Dos aproximadamente 7,72 milhões de venezuelanos no exterior, dos quais 80% têm direito ao voto, o CNE só habilitou alguns consulados, muitos venezuelanos não puderam se inscrever porque, no seu país de residência, não havia um consulado habilitado ou estava muito longe da sua localização. Em muitos consulados, observaram-se atrasos na instalação, e o CNE registrou pouco interesse político para resolver o problema, sabendo que a maioria tem uma tendência opositora, somado ao pouco tempo atribuído. David Smolansky denunciou: “O regime decidiu bloquear a inscrição de pelo menos 4,5 milhões de venezuelanos no exterior. Uma política de discriminação sistemática e generalizada”, os requisitos para se registrar e fazer a mudança de endereço de residência formaram grandes filas nos consulados, foram poucos os que conseguiram se registrar.
Segundo um primeiro relatório de 2 de maio do CNE, que fechou o RE em 16 de abril, dos quase 7,72 milhões de venezuelanos no exterior, poderão votar apenas 69.189, dos quais apenas 6.020 cidadãos no exterior conseguiram mudar seu centro de votação de Venezuela para o país onde residem. A quantidade de novos inscritos para votar no exterior foi ínfima devido à quantidade de requisitos impostos pelo CNE e pelo Ministério das Relações Exteriores: no México conseguiram se inscrever como novos votantes 69 pessoas, na Espanha 97, na Argentina 27; na Colômbia apenas 25; no Equador 13 e no Peru apenas seis. Em conclusão, o número exato de cidadãos que poderão votar é de 21.402.220 cidadãos, dos quais apenas 69.189 poderão fazê-lo fora do país.
As ONGs Alerta Venezuela, Espacio Público e Voto Joven apresentaram um relatório documentando os obstáculos para os imigrantes acessarem o Registro Eleitoral, declarando que “que o 25% da população não possa votar é uma fraude pré-eleitoral massiva”.
Em meados de junho, a Comissão Interamericana de Direitos Humanos (CIDH) exigiu à Venezuela que «adote as medidas necessárias» para garantir o direito de voto dos compatriotas no exterior para as eleições presidenciais. Reiterou que «um compromisso genuíno com a democracia exige que o Estado restabeleça de maneira imediata a separação e independência dos poderes públicos». Organizações estimam que cerca de 5,5 milhões estariam habilitados para votar, mas apenas 69.211 cidadãos, segundo o censo eleitoral, puderam se inscrever ou atualizar os seus dados nas embaixadas no exterior.

## Irregularidades

### Sequestro e desaparecimento de líderes políticos
No contexto da comemoração do aniversário da tentativa fracassada de golpe de Estado em 1992, Nicolás Maduro declarou publicamente a sua intenção de ganhar as eleições «por bem ou por mal». Esta declaração ocorre em um momento de crescente pressão sobre os líderes da oposição e levou o governo a se afastar do Acordo de Barbados, questionando a existência de um governo democrático na Venezuela.
Em 20 de março, o governo de Maduro iniciou uma campanha repressiva contra os dirigentes do partido Vente Venezuela, ordenando a detenção de nove pessoas. Entre os detidos estão Henry Alviarez, coordenador nacional de campanha, e Dignora Hernández, ex-deputada e coordenadora política, acusados de suposta conspiração. Vente Venezuela qualificou essas detenções como «sequestros» e denunciou a presença de funcionários do Sebin nos arredores da sua sede nacional em Caracas. María Corina Machado negou as acusações e denunciou a detenção de vários integrantes do seu partido. As pessoas com ordens de captura incluem Oswaldo Bracho, Pedro Urruchurtu, Omar González Moreno, Humberto Villalobos, Claudia Macero, Fernando Martínez Mottola e Magalli Meda. Outros detidos anteriormente incluem Luis Camacaro, Juan Freites, Guillermo López, Emil Brandt, Joe Villamizar, Henry Alviarez e Dignora Hernández.
Em 26 de março, a embaixada da Argentina em Caracas acolheu seis líderes opositores venezuelanos, incluindo Pedro Urruchurtu. O governo venezuelano respondeu cortando o fornecimento de água e eletricidade à embaixada, enquanto o presidente argentino, Javier Milei, expressou sua preocupação com a segurança do pessoal diplomático e dos cidadãos venezuelanos protegidos. Maduro criticou a intervenção de governos estrangeiros nos assuntos internos da Venezuela.

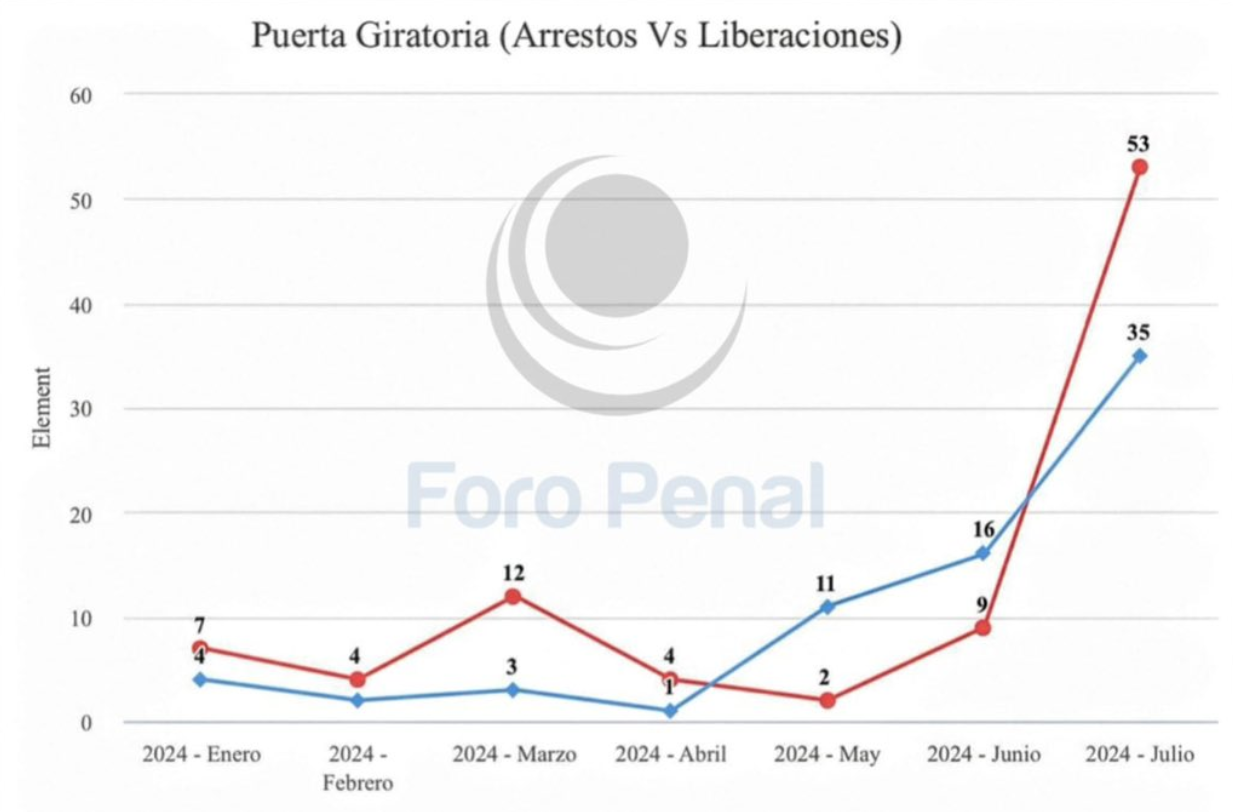
Detenções e liberações na Venezuela em 2024, com um aumento durante o início da campanha eleitoral

Em abril, após uma campanha bem-sucedida de María Corina Machado no estado Portuguesa, denunciou-se a detenção de três coordenadores locais, dois de Vente Venezuela e um de Primero Justicia. A Plataforma Unitaria exigiu a sua libertação imediata e apontou que essas detenções ocorreram após a campanha de Machado no estado. Especialistas da ONU, pertencentes ao Grupo de Trabalho sobre Desaparecimentos Forçados, alertaram que essas ações poderiam dissuadir e dificultar o direito da população de votar livremente. Desde dezembro de 2023, foram denunciados desaparecimentos forçados de integrantes de partidos de oposição, militares e defensores dos direitos humanos.
Durante a sua campanha política em 27 e 28 de junho no estado Táchira, María Corina Machado foi hospedada na casa de um empresário. Em 11 de julho, o ex-parlamentar Walter Márquez denunciou e alertou: "invadiram a casa onde a líder da oposição se hospedou em 27 e 28 de junho". O empresário Ricardo Albacete Vidal é perseguido «por dar abrigo na sua casa a María Corina Machado em Táchira. Invadiram a sua empresa e propriedades no interior do país. Foi detido arbitrariamente em Caracas no Helicoide e na PNB, não há informação. Está desaparecido». Oito sujeitos armados e encapuzados invadiram a casa que hospedou María Corina Machado em Palmira, estado Táchira, golpearam, amarraram e amordaçaram um vigilante e levaram seus equipamentos de comunicação. Também denunciaram que o FAE sequestrou a pessoa que ofereceu o serviço de alimentação à comitiva da líder MCM, atemorizada por ajudar uma pessoa acusada de traição à pátria, o que é realmente falso. Foro Penal denuncia que o Sebin tomou a casa em Macanao, Nova Esparta, onde se hospedou María Corina Machado.
Em 4 de julho, dois dirigentes de Voluntad Popular foram detidos horas após o início da campanha eleitoral para as presidenciais de 28 de julho. O sítio Acceso a la Justicia denunciou que 46 pessoas vinculadas às eleições presidenciais foram detidas no decorrer do ano, todas relacionadas com a campanha do candidato Edmundo González.

### Intimidação contra negócios e pessoas
Em fevereiro, após a realização de uma assembleia cidadã no Restaurante Mi Canelo em Charallave, estado Miranda, o estabelecimento foi sancionado e fechado pelo Servicio Nacional Integrado de Administración Aduanera y Tributaria (SENIAT). O hotel Urumaco, que hospedou Machado durante a sua visita a Coro, também recebeu uma multa de 600 dólares e foi fechado por 22 dias. Vários outros estabelecimentos, incluindo hotéis e restaurantes, foram fechados em diferentes localidades, como La Victoria, Corozopando, Guatire, Tucupita, Tinaquillo e Mérida. Essas ações são geralmente justificadas sob pretextos fiscais ou administrativos, embora as datas coincidam com visitas de Machado ou eventos da oposição. Em 29 de maio, funcionários da Guarda Nacional Bolivariana detiveram canoístas que transportaram a líder opositora para Apure; um deles teve que fugir para a Colômbia após ser liberado depois de receber ameaças. Além disso, os funcionários confiscaram as duas canoas com os seus motores.
A campanha no estado de Aragua estava prevista para o sábado, 18 de maio, o primeiro ato de massas de Edmundo González Urrutia. Dois dias antes da chegada de María Corina Machado e do candidato da Plataforma Unitaria, o Seniat fechou o hotel El Recreo, onde se hospedariam, para evitar que se alojassem.
Após a visita da dirigente opositora ao Estado Lara, Delsa Solórzano denunciou o fechamento de duas pousadas em Carora pela Guarda Nacional e funcionários do SENIAT. Em 1 de junho, quatro pessoas foram detidas e seus equipamentos de som foram confiscados por prestar serviços em um caminhão platabanda em um ato de campanha em Guatire. Em 14 de junho, após a visita de María Corina Machado à cidade de Tucupita, funcionários do SENIAT e autoridades municipais realizaram inspeções no hotel Tucupita Suites, onde Machado havia se hospedado. Em 26 de junho, o Seniat fechou o local «El sabor de mi pueblo» no setor Apamates de Tinaquillo, no estado de Cojedes, para sancioná-lo, após vender café da manhã à líder de oposição María Corina Machado. Durante a visita da opositora María Corina Machado à cidade de Mérida em 25 de junho, três pessoas foram detidas durante a concentração por prestar um caminhão azul platabanda com equipamento de som, propriedade de Henry Izarra, na cidade de Mérida e foram libertadas às 02:00 da manhã. No entanto, o caminhão e os equipamentos de som dessas pessoas foram retidos pelas autoridades, que abriram uma investigação por suposta «contaminação sonora», sendo considerados fatos irregulares.
Em 11 de julho, denunciou-se a invasão da residência de um empresário que hospedou Machado em Táchira, resultando na sua detenção e desaparecimento.
Oito sujeitos armados e encapuzados invadiram a casa que hospedou María Corina Machado em Palmira, estado Táchira, golpearam, amarraram e amordaçaram um vigilante e levaram os seus equipamentos de comunicação. Também denunciaram que o FAE sequestrou a pessoa que ofereceu o serviço de alimentação à comitiva da líder MCM, atemorizada por ajudar uma pessoa acusada de traição, o que é realmente falso. Foro Penal denuncia que o Sebin tomou a casa em Macanao, Nova Esparta, onde se hospedou María Corina Machado.
Durante a campanha, membros da Guarda Nacional Bolivariana e do SENIAT também detiveram pessoas e confiscaram equipamentos de som utilizados em atos de campanha. A ONG Foro Penal relatou a detenção de pelo menos 15 pessoas vinculadas à organização de atividades da oposição, em estados como Táchira, Nueva Esparta, Lara e Guarenas. Os detidos foram libertados posteriormente, mas seus equipamentos permaneceram retidos.
Em Miranda, o secretário-geral de La Causa R, Rafael Marín, e outras cinco pessoas foram detidos por prestar serviços de som a atividades de campanha. Além disso, uma cirurgiã do hospital Dr. Pablo Acosta Ortiz (HPAO), em San Fernando de Apure, foi demitida por tirar uma foto com María Corina Machado.
Edmundo González também denunciou o fechamento de restaurantes que o atenderam durante a sua campanha. Em Barinas, um engenheiro foi detido por transportar González na sua moto, e um cavalo utilizado por Machado foi confiscado. Além disso, o cantor venezuelano Wily Álvarez foi detido quando se dirigia para votar, devido ao seu apoio público a González e Machado.
Funcionários do Serviço Nacional Integrado de Administração Aduanera e Tributária (Seniat) fecharam o «Restaurante La Encrucijada», localizado no estado Aragua, após o candidato presidencial Edmundo González e a líder María Corina Machado comprarem sanduíches. Também fecharam o negócio do motociclista que levou María Corina Machado do túnel La Cabrera em Aragua ao estado de Carabobo, que estava fechado pela Polícia Nacional Bolivariana (PNB).

### Censura
Em 18 de maio, as autoridades proibiram a emissora Éxitos 93.1 FM de transmitir uma entrevista com o candidato Edmundo González.
Em 4 de julho, foram bloqueadas as páginas web de Cazadores de Fake News e EsPaja, nas principais operadoras de telecomunicações do país, devido a restrições da CANTV, Digitel, Inter e Movistar. «Foi bloqueado na Venezuela pelas principais operadoras de Internet. Esta ação corresponde a um padrão de censura e restrições do qual também foram vítimas outros meios de comunicação na Venezuela». A Voz da América alertou no mês de maio passado sobre a alta probabilidade de que começassem a circular cada vez mais peças de desinformação antes da eleição presidencial de 28 de julho. Pode-se observar o surgimento de novas consultoras estatísticas que contradizem resultados de consultoras tradicionais.
Em 11 de julho, o site do Instituto Prensa y Sociedad de Venezuela (@ipysvenezuela) foi bloqueado pelas principais operadoras de Internet. IPYS é uma ONG dedicada à defesa e promoção da liberdade de expressão e acesso à informação na Venezuela.
A organização não governamental VE Sin Filtro, também bloqueada, estimou que até 23 de julho foram bloqueados pelo menos 60 meios de comunicação e 9 ONGs.

### Desinformação
Em 16 de maio, no programa «La Hojilla», Mario Silva divulgou um áudio em que supostamente Juan Guaidó exigia que Edmundo González saísse às ruas para fazer campanha, para assim receber financiamento de figuras políticas dos Estados Unidos. Após o áudio se tornar viral nas redes sociais, Cazadores de Fake News realizou uma investigação e encontrou claros indícios de que o áudio havia sido editado.
Em 17 de maio, a jornalista Patricia Lélis publicou documentos em que supostamente María Corina Machado havia recebido 3,2 milhões de dólares da Chevron antes das primárias. Esses documentos, no entanto, foram considerados falsos devido à qualidade da assinatura de Machado nos mesmos.
Em 18 de junho, a Univisión denunciou que um usuário não autorizado publicou uma notícia sobre uma suposta pesquisa em que Nicolás Maduro tinha uma vantagem sobre Edmundo González.
A falta de veracidade de um comunicado em vídeo publicado na Colômbia, no qual as Autodefensas Conquistadoras de la Sierra asseguravam ter sido contactadas por grupos de extrema-direita da Venezuela, foi utilizada pelo fiscal Tarek William Saab como prova de um suposto atentado futuro posterior às eleições. Esta informação foi divulgada na cadeia Telesur e repetida pela VTV e Globovisión, mas o comandante geral da Colômbia, Luis Emilio Cardozo, declarou não ter conhecimento de um plano de grupos paramilitares na Colômbia para atentar contra o presidente da Venezuela, Nicolás Maduro.
Durante um comício em Caracas, Nicolás Maduro comunicou que a cantora colombiana Karol G havia escrito uma música para a campanha. No entanto, a notícia foi desmentida pela equipe de trabalho de Karol G.
Embora os líderes da Plataforma Unitária não tenham incitado à violência, Diosdado Cabello desde Valera afirma e denuncia que «a direita incita à violência (…) e chama os filhos dos otários para saírem às ruas» «Eles querem que o sangue do povo seja derramado novamente», afirmou. O otimismo é bom, diz que vão ganhar, mas daí a inventar mensagens de opositores, mas advertiu que o chavismo “não ficará de braços cruzados”.

### Sequências de zeros nos valores do CNE

Tabela mostrando percentuais fornecidos pelo Conselho Nacional Eleitoral (CNE) com diferentes níveis de arredondamento

O anúncio de 29 de julho dos resultados de votação pelo CNE incluiu 5.150.092 votos para Maduro, 4.445.978 votos para González e 462.704 votos para os outros oito candidatos. Isso deu um total de 10.058.774 votos. O jornalista argentino Matías Mowzet notou que escrever os três valores como percentuais arredondados para cinco casas decimais dava sequências terminando em quatro zeros para cada um dos três valores. Os votos para Maduro, González e outros correspondem aos percentuais de 51,20000%, 44,20000% e 4,6000%, respectivamente.
Para que a contagem de votos corresponda a percentuais com zeros da segunda à quinta casa decimal é uma coincidência improvável, com uma probabilidade de cerca de um em cem milhões, conforme discutido por Kiko Llaneras, estatístico escrevendo no El País, e pelo matemático Terence Tao. El Espectador interpretou isso como provável fraude. Infobae também afirmou que a improbabilidade levantou suspeitas sobre a declaração do CNE de 29 de julho sobre os resultados.
Tao descreveu uma análise bayesiana considerando a hipótese nula de que as contagens do CNE de 29 de julho são autênticas, e a hipótese alternativa de que são fraudulentas. Ele descobriu que a probabilidade de ocorrerem as contagens oficiais é "extremamente pequena" no caso de as contagens serem autênticas (a hipótese nula) e que há uma "cadeia causal plausível... que leva a uma probabilidade elevada" de ocorrerem as contagens oficiais para a hipótese de manipulação (a hipótese alternativa). A cadeia causal da hipótese de manipulação é que foi tomada a decisão de manipular os dados, os funcionários seguiram ordens para relatar contagens de votos baseadas em um percentual arredondado dado e outros funcionários não levantaram objeções às contagens fabricadas.
Em 2 de agosto, Elvis Amoroso fez uma nova declaração, afirmando que 96,87% das cédulas haviam sido contadas, totalizando 12.335.884 votos válidos e 50.785 votos nulos/inválidos, dando um total de 12.386.669 votos registrados, o que corresponde a 0,41000% de votos nulos/inválidos com uma precisão de cinco casas decimais.

## Pesquisas
As pesquisas mostravam Edmundo González liderando na maioria das sondagens feitas pela grande mídia, especialmente aquelas realizadas por Meganálisis e Hercon Consultores, com um apoio que varia entre 50% e 71,9%, enquanto Nicolás Maduro obtém entre 9,8% e 56,9% dependendo da encuestadora. Meganálisis e Hercon Consultores são reconhecidas por sua postura crítica ao governo, enquanto ICS e Hinterlaces, com resultados mais favoráveis a Maduro, são vistas como próximas ao governo.
| MUD                              | PSUV                                 | CONDE              | LÁPIS                        | EC                           | AD                           | SPV                          | CG                           | AREPA                        | PV                           |                              |                              |                              |                              |                              |                              |                              |                              |                              |
| 11 de julho de 2024              | More Consulting                      | 1.500              | 55,2                         | 31,0                         | 2,2                          | 1,3                          | 1,5                          | 0,5                          | 0,3                          | 0,3                          | 0,3                          | 0,2                          | -                            | 2,6                          | 4,7                          | 24,2                         |                              |                              |
| 4 - 7 de julho de 2024           | Meganálisis                          | 1.076              | 71,9                         | 12,1                         | 0,6                          | 1,6                          | 1,3                          | -                            | -                            | 0,1                          | -                            | -                            | 0,5                          | 5,6                          | 6,3                          | 59,8                         |                              |                              |
| 27 de junho - 4 de julho de 2024 | CECA Consultores*                    | 910                | 32,4                         | 30,1                         | 1,5                          | 5,1                          | 2,4                          | 13,8                         | -                            | 11,0                         | 3,6                          | -                            | -                            | -                            | -                            | 2,3                          |                              |                              |
| 4 de julho de 2024               | 4 de julho de 2024                   | 4 de julho de 2024 | Início da campanha eleitoral | Início da campanha eleitoral | Início da campanha eleitoral | Início da campanha eleitoral | Início da campanha eleitoral | Início da campanha eleitoral | Início da campanha eleitoral | Início da campanha eleitoral | Início da campanha eleitoral | Início da campanha eleitoral | Início da campanha eleitoral | Início da campanha eleitoral | Início da campanha eleitoral | Início da campanha eleitoral | Início da campanha eleitoral | Início da campanha eleitoral |
| 20 de junho - 3 de julho de 2024 | Hercon Consultores                   | 1.200              | 62,1                         | 28,1                         | 2,6                          | 1,3                          | 0,5                          | 0,6                          | -                            | -                            | -                            | -                            | 0,4                          | 3,0                          | 1,5                          | 34,0                         |                              |                              |
| 3 de julho de 2024               | Consultores 21                       | -                  | 50                           | 25                           | -                            | -                            | -                            | -                            | -                            | -                            | -                            | -                            | 8                            | 17                           | 17                           | 25                           |                              |                              |
| 22 - 28 de junho de 2024         | ORC Consultores                      | 1.177              | 58,63                        | 14,28                        | -                            | -                            | -                            | -                            | -                            | -                            | -                            | -                            | 4,31                         | -                            | 12,24                        | 44,35                        |                              |                              |
| 28 de junho de 2024              | Delphos                              | -                  | 52                           | 25                           | -                            | -                            | -                            | -                            | -                            | -                            | -                            | -                            | 23                           | 23                           | 23                           | 27                           |                              |                              |
| 17 - 22 de junho de 2024         | Meganálisis                          | 1.123              | 68,4                         | 11,3                         | 0,7                          | 1,8                          | 1,5                          | -                            | -                            | 0,2                          | -                            | -                            | 0,6                          | 7,2                          | 8,3                          | 57,1                         |                              |                              |
| 18 - 20 de junho de 2024         | Mass Behavior Research               | 1.198              | 59,0                         | 27,0                         | 1,5                          | 3,5                          | 4,0                          | 1,0                          | 2,0                          | 1,0                          | 0,01                         | 0,99                         | -                            | -                            | -                            | 32,0                         |                              |                              |
| 15 de junho de 2024              | Poder y Estrategia                   | -                  | 56                           | 22                           | -                            | -                            | -                            | -                            | -                            | -                            | -                            | -                            | 22                           | 22                           | 22                           | 34                           |                              |                              |
| 11 de junho de 2024              | Las Verdades de Miguel               | -                  | 53                           | 40                           | -                            | -                            | -                            | -                            | -                            | -                            | -                            | -                            | 7                            | 7                            | 7                            | 13                           |                              |                              |
| 10 de junho de 2024              | Hercon Consultores                   | 1.000              | 61,1                         | 24,1                         | 4,5                          | 2,8                          | 0,7                          | 0,8                          | -                            | -                            | -                            | -                            | 1,0                          | 2,5                          | 2,5                          | 37,0                         |                              |                              |
| 23 de maio - 5 de junho de 2024  | ClearPath Strategies / Consutores 21 | 1.500              | 56                           | 35                           | 1                            | -                            | -                            | -                            | -                            | -                            | -                            | -                            | 4                            | -                            | 4                            | 21                           |                              |                              |
| 2 de junho de 2024               | Delphos                              | -                  | 50                           | 26                           | -                            | -                            | -                            | -                            | -                            | -                            | -                            | -                            | 24                           | 24                           | 24                           | 24                           |                              |                              |
| 23 - 26 de maio de 2024          | UCAB                                 | 400                | 54,8                         | 17,7                         | -                            | 2,5                          | -                            | 2,0                          | 1,3                          | 1,8                          | -                            | -                            | 5,0                          | 5,3                          | 9,6                          | 37,1                         |                              |                              |
| 16 - 23 de maio de 2024          | Meganálisis                          | 1.116              | 61,1                         | 9,8                          | 0,9                          | 1,1                          | 1,3                          | -                            | -                            | 0,3                          | -                            | -                            | 0,7                          | 8,1                          | 16,7                         | 51,3                         |                              |                              |
| 16 - 24 de maio de 2024          | ORC Consultores                      | 1.119              | 50,74                        | 13,70                        | 2,15                         | 1,29                         | 1,57                         | 0,33                         | 0,46                         | 0,64                         | -                            | 0,06                         | -                            | 6,24                         | 18,50                        | 37,04                        |                              |                              |
| 26 de abril - 4 de maio de 2024  | ORC Consultores                      | 1.142              | 51,77                        | 13,15                        | 1,45                         | 0,93                         | 0,50                         | 0,86                         | 0,18                         | 0,74                         | -                            | 0,21                         | -                            | 9.03                         | 17,39                        | 38,68                        |                              |                              |
| 3 de maio de 2024                | Hercon Consultores                   | 1.000              | 58,8                         | 22,5                         | -                            | 3,1                          | -                            | 2,0                          | -                            | -                            | -                            | -                            | 1,2                          | 10,2                         | 2,2                          | 36,3                         |                              |                              |
| 23 de abril - 2 de maio de 2024  | Consultores 21                       | 1.004              | 36                           | 25                           | 5                            | 1                            | 4                            | -                            | -                            | 2                            | -                            | -                            | -                            | 15                           | 22                           | 11                           |                              |                              |
| 28 de abril de 2024              | Datincorp                            | 1.200              | 50,0                         | 18,0                         | 3,42                         | 0,92                         | 2.25                         | 1,75                         | 1,5                          | 0,75                         | 0.25                         | 0,33                         | -                            | 8,75                         | 9,08                         | 32,0                         |                              |                              |
| 25 - 28 de abril de 2024         | Meganálisis                          | 1.009              | 32,4                         | 11,2                         | 1,1                          | 0,9                          | -                            | -                            | -                            | -                            | -                            | -                            | 2,0                          | 19,3                         | 33,1                         | 21,2                         |                              |                              |
| 24 de abril de 2024              | Delphos                              | -                  | 55                           | 30                           | -                            | -                            | -                            | -                            | -                            | -                            | -                            | -                            | 15                           | 15                           | 15                           | 20                           |                              |                              |

### Chavismo - Oposição
| Pesquisador        | Data     | Amostra | Oposição | Chavismo | NS/NR | N/NV |
| ------------------ | -------- | ------- | -------- | -------- | ----- | ---- |
| Hercon Consultores | 02/03/23 | 1.000   | 20,1%    | 17,2%    | 62,7% | -    |
| Consultores        | 29/03/23 | 1.500   | 55,1%    | 25,4%    | 10,3% | 9,2% |
| Megananálise       | 31/07/23 | 1.013   | 76,1%    | 11,5%    | 12,4% |      |

### Por candidato
| Pesquisador           | Data                        | Margem de erro                                                                                                | Amostra | Nicolás Maduro                                                                                                | María Corina Machado                                                                                          | Corina Yoris                                                                                                  | Benjamín Rauseo                                                                                               | Manuel Rosales                                                                                                | Henrique Capriles                                                                                             | Juan Guaidó                                                                                                   | Outros | Indeciso | Nenhum/Não vota                                                                                               |
| --------------------- | --------------------------- | --- | --- | --- | --- | --- | --- | --- | --- | --- | --- | --- | --- |
| 19 de abril de 2024   | 19 de abril de 2024         | Manuel Rosales desiste da corrida eleitoral e dá seu apoio a Edmundo González                                 | Manuel Rosales desiste da corrida eleitoral e dá seu apoio a Edmundo González                                 | Manuel Rosales desiste da corrida eleitoral e dá seu apoio a Edmundo González                                 | Manuel Rosales desiste da corrida eleitoral e dá seu apoio a Edmundo González                                 | Manuel Rosales desiste da corrida eleitoral e dá seu apoio a Edmundo González                                 | Manuel Rosales desiste da corrida eleitoral e dá seu apoio a Edmundo González                                 | Manuel Rosales desiste da corrida eleitoral e dá seu apoio a Edmundo González                                 | Manuel Rosales desiste da corrida eleitoral e dá seu apoio a Edmundo González                                 | Manuel Rosales desiste da corrida eleitoral e dá seu apoio a Edmundo González                                 | Manuel Rosales desiste da corrida eleitoral e dá seu apoio a Edmundo González                                 | Manuel Rosales desiste da corrida eleitoral e dá seu apoio a Edmundo González                                 | Manuel Rosales desiste da corrida eleitoral e dá seu apoio a Edmundo González                                 |
| 22 de março de 2024   | 22 de março de 2024         | María Corina Machado anuncia que Corina Yoris ocupará o lugar de Machado como indicada da Plataforma Unitária | María Corina Machado anuncia que Corina Yoris ocupará o lugar de Machado como indicada da Plataforma Unitária | María Corina Machado anuncia que Corina Yoris ocupará o lugar de Machado como indicada da Plataforma Unitária | María Corina Machado anuncia que Corina Yoris ocupará o lugar de Machado como indicada da Plataforma Unitária | María Corina Machado anuncia que Corina Yoris ocupará o lugar de Machado como indicada da Plataforma Unitária | María Corina Machado anuncia que Corina Yoris ocupará o lugar de Machado como indicada da Plataforma Unitária | María Corina Machado anuncia que Corina Yoris ocupará o lugar de Machado como indicada da Plataforma Unitária | María Corina Machado anuncia que Corina Yoris ocupará o lugar de Machado como indicada da Plataforma Unitária | María Corina Machado anuncia que Corina Yoris ocupará o lugar de Machado como indicada da Plataforma Unitária | María Corina Machado anuncia que Corina Yoris ocupará o lugar de Machado como indicada da Plataforma Unitária | María Corina Machado anuncia que Corina Yoris ocupará o lugar de Machado como indicada da Plataforma Unitária | María Corina Machado anuncia que Corina Yoris ocupará o lugar de Machado como indicada da Plataforma Unitária |
| Datincorp             | 25 de fevereiro de 2024     | 2,83% | 1.200 | 13,92% | 55% | | 4,83% | - | - | - | 3,25% | 8,58% | 14,92% |
| Meganalisis           | 22 a 31 de janeiro de 2024  | -- | 1.029 | 7,9% | 71,80% | | 0,9% | - | - | - | 1,0% | 10,3% | 8,1% |
| Meganalisis           | 24 a 28 de novembro de 2023 | -- | 896 | 7,90% | 72,70% | | 0,6% | - | - | - | 0,1% | 10,2% | 8,4% |
| 22 de outubro de 2023 | 22 de outubro de 2023       | Maria Corina Machado vence as primárias presidenciais da Plataforma Unitária 2023                             | Maria Corina Machado vence as primárias presidenciais da Plataforma Unitária 2023                             | Maria Corina Machado vence as primárias presidenciais da Plataforma Unitária 2023                             | Maria Corina Machado vence as primárias presidenciais da Plataforma Unitária 2023                             | Maria Corina Machado vence as primárias presidenciais da Plataforma Unitária 2023                             | Maria Corina Machado vence as primárias presidenciais da Plataforma Unitária 2023                             | Maria Corina Machado vence as primárias presidenciais da Plataforma Unitária 2023                             | Maria Corina Machado vence as primárias presidenciais da Plataforma Unitária 2023                             | Maria Corina Machado vence as primárias presidenciais da Plataforma Unitária 2023                             | Maria Corina Machado vence as primárias presidenciais da Plataforma Unitária 2023                             | Maria Corina Machado vence as primárias presidenciais da Plataforma Unitária 2023                             | Maria Corina Machado vence as primárias presidenciais da Plataforma Unitária 2023                             |
| Meganalisis           | 31 de julho de 2023         | -- | 1.013 | 12,10% | 50,10% | | 0,9% | - | - | - | 0,1% | 23,9% | 12,9% |
| Meganalisis           | 31 de julho de 2023         | -- | 1.013 | 11,50% | 32,88% | | - | - | 4,41% | - | 13,01% | 24,65% | 13,55% |
| Meganalisis           | 30 de junho de 2023         | -- | 1.011 | 6,90% | 31,50% | | - | - | 5,51% | - | 1,21% | 25,23% | - |
| Datincorp             | 5 de fevereiro de 2023      | -- | 1.192 | 15,69% | 16,86% | | 11,91% | 9,23% | 6,8% | 2,27% | 5,7% | 7,47% | 24,08% |

## Resultados
No dia 29 de julho, o Conselho Eleitoral proclamou Nicolas Maduro como vencedor da disputa presidencial. Os grupos de oposição afirmam que houve fraude no processo eleitoral e que, na verdade, Edmundo González é o vencedor do pleito, se comprometendo a divulgar no site resultadospresidencialesvenezuela2024.com arquivos e imagens, onde os eleitores registrados poderiam verificar os resultados para seu local de votação. De acordo com La Patilla, as autoridades venezuelanas bloquearam o acesso ao servidor nos provedores de internet venezuelanos.

### Resultados anunciados pelo CNE
Até 31 de julho, o CNE não havia divulgado nenhuma ata de contagem ou dados dos eleitores para justificar os seus resultados. As contagens do CNE de 5.150.092 votos para Maduro, 4.445.978 votos para González e 462.704 outros votos, divulgadas em 29 de julho de 2024, correspondem, com uma precisão de 5 casas decimais, a 51,20000%, 44,20000% e 4,60000%, respectivamente. De acordo com El Espectador, o fato de as contagens corresponderem a percentuais com zeros de tal precisão é uma coincidência que indica fraude. Kiki Llaneras, escrevendo para El País, estimou a chance de coincidência como uma em 100 milhões.
| 80% apurado | 80% apurado           | 80% apurado                                 | 80% apurado | 80% apurado |
| Candidato   | Candidato             | Partido ou aliança                          | Votos       | %           |
| ----------- | --------------------- | ------------------------------------------- | ----------- | ----------- |
|             | Nicolás Maduro        | PSUV / Grande Polo Patriótico               | 5.150.092   | 51,20       |
|             | Edmundo González      | Independente / Plataforma Unitária          | 4.445.978   | 44,20       |
|             | Javier Bertucci       | Esperança pela Mudança                      | 462.704     | 4,60        |
|             | Benjamin Rausseo      | Confederação Nacional Democrática           | 462.704     | 4,60        |
|             | Antonio Ecarri        | Aliança do Lápis                            | 462.704     | 4,60        |
|             | Claudio Fermín        | Soluções para Venezuela                     | 462.704     | 4,60        |
|             | José Brito            | Venezuela Primeiro                          | 462.704     | 4,60        |
|             | Luis Eduardo Martínez | Ação Democrática                            | 462.704     | 4,60        |
|             | Daniel Ceballos       | Assembleia de Renovação e Esperança do País | 462.704     | 4,60        |
|             | Enrique Márquez       | Centrados nas Pessoas                       | 462.704     | 4,60        |
| Total       | Total                 | Total                                       | 10.058.774  | 100         |

### Resultados anunciados pela PUD

Resultados por estado anunciados pela PUD

Resultados por município anunciados pela PUD

Razão de votos González para Maduro versus eleitores registrados por mesa; as razões se espalham em torno de um em mesas pequenas e de um a dez em mesas grandes (dados da PUD).

Um banco de dados que permitiu aos venezuelanos usar o seu documento de identidade nacional para verificar as contagens de votos foi divulgado pela PUD em 30 de julho, refletindo 73% dos votos apurados. O banco de dados mostra digitalizações das folhas de contagem de votos, com votos para cada candidato em cada local de votação, coletados durante o processo eleitoral. Em 30 de julho, o governo não havia divulgado uma contagem similar, que o Carter Center considerou necessária. Grupos da oposição divulgaram um arquivo em formato CSV com os dados em nível de seção eleitoral para 24.532 seções.
| 81,70% apurado                                                         |                       |                                                |            |        |
| Candidato                                                              | Candidato             | Partido ou aliança                             | Votos      | %      |
|                                                                        | Edmundo González      | Independente / Plataforma Unitária             | 7.156.462  | 67,14  |
|                                                                        | Nicolás Maduro        | PSUV / Grande Polo Patriótico                  | 3.241.461  | 30,41  |
|                                                                        | Javier Bertucci       | Esperança pela Mudança                         | 261.205    | 2,46   |
|                                                                        | Benjamin Rausseo      | Independente/Confederação Nacional Democrática | 261.205    | 2,46   |
|                                                                        | Antonio Ecarri        | Aliança do Lápis                               | 261.205    | 2,46   |
|                                                                        | Claudio Fermín        | Soluções para Venezuela                        | 261.205    | 2,46   |
|                                                                        | José Brito            | Venezuela Primeiro                             | 261.205    | 2,46   |
|                                                                        | Luis Eduardo Martínez | Ação Democrática                               | 261.205    | 2,46   |
|                                                                        | Daniel Ceballos       | Assembleia de Renovação e Esperança do País    | 261.205    | 2,46   |
|                                                                        | Enrique Márquez       | Centrados nas Pessoas                          | 261.205    | 2,46   |
| Total                                                                  | Total                 | Total                                          | 10.659.128 | 100    |
|                                                                        |                       |                                                |            |        |
| Votos válidos                                                          | Votos válidos         | Votos válidos                                  | 10.659.128 | 99,99  |
| Brancos ou nulos                                                       | Brancos ou nulos      | Brancos ou nulos                               | 1.139      | 0,01   |
| Total de votos                                                         | Total de votos        | Total de votos                                 | 10.660.267 | 100    |
| Comparecimento                                                         | Comparecimento        | Comparecimento                                 | 17.745.239 | 60,07% |
| Fonte: https://resultadosconvzla.com/ e https://macedoniadelnorte.com/ |                       |                                                |            |        |

| Estados vencidos por Edmundo González (24) |
| Estados vencidos por Nicolás Maduro (0)    |

| Resultados da Eleição Presidencial de 2024 por Estado.Fonte: Digitalizações das folhas de contagem de votos            | Resultados da Eleição Presidencial de 2024 por Estado.Fonte: Digitalizações das folhas de contagem de votos | Resultados da Eleição Presidencial de 2024 por Estado.Fonte: Digitalizações das folhas de contagem de votos | Resultados da Eleição Presidencial de 2024 por Estado.Fonte: Digitalizações das folhas de contagem de votos | Resultados da Eleição Presidencial de 2024 por Estado.Fonte: Digitalizações das folhas de contagem de votos | Resultados da Eleição Presidencial de 2024 por Estado.Fonte: Digitalizações das folhas de contagem de votos | Resultados da Eleição Presidencial de 2024 por Estado.Fonte: Digitalizações das folhas de contagem de votos | Resultados da Eleição Presidencial de 2024 por Estado.Fonte: Digitalizações das folhas de contagem de votos | Resultados da Eleição Presidencial de 2024 por Estado.Fonte: Digitalizações das folhas de contagem de votos | Resultados da Eleição Presidencial de 2024 por Estado.Fonte: Digitalizações das folhas de contagem de votos | Resultados da Eleição Presidencial de 2024 por Estado.Fonte: Digitalizações das folhas de contagem de votos | Resultados da Eleição Presidencial de 2024 por Estado.Fonte: Digitalizações das folhas de contagem de votos | Resultados da Eleição Presidencial de 2024 por Estado.Fonte: Digitalizações das folhas de contagem de votos |       |   |       |   |       |   |
| Estado | Edmundo González                                                                                            | Edmundo González                                                                                            | Nicolás Maduro                                                                                              | Nicolás Maduro                                                                                              | Outros | Outros | Diferença                                                                                                   | Diferença                                                                                                   | Branco/Nulo                                                                                                 | Branco/Nulo                                                                                                 | Total/Participação                                                                                          | Total/Participação                                                                                          |       |   |       |   |       |   |
| Estado | Votos | % | Votos | % | Votos | % | Diferença                                                                                                   | Diferença                                                                                                   | Branco/Nulo                                                                                                 | Branco/Nulo                                                                                                 | Total/Participação                                                                                          | Total/Participação                                                                                          | Votos | % | Votos | % | Votos | % |
| --- | --- | --- | --- | --- | --- | --- | --- | --- | --- | --- | --- | --- | ----- | - | ----- | - | ----- | - |
| Estado | Amazonas | 27,220 | 59.51 | 17,375 | 37.99 | 1,146 | 2.50 | 9,845 | 21.52 | 56 | 0.12 | 45,797 | 60.45 |   |       |   |       |   |
| Anzoátegui | 420,076 | 66.57 | 194,615 | 30.84 | 16,282 | 2.58 | 225,461 | 35.73 | 735 | 0.12 | 631,708 | 61.06 |       |   |       |   |       |   |
| Apure | 134,304 | 62.99 | 75,005 | 35.18 | 3,901 | 1.83 | 59,299 | 27.81 | 194 | 0.09 | 213,404 | 59.74 |       |   |       |   |       |   |
| Aragua | 487,938 | 67.51 | 212,296 | 29.37 | 22,554 | 3.12 | 275,642 | 38.14 | 921 | 0.13 | 723,709 | 60.07 |       |   |       |   |       |   |
| Barinas | 279,157 | 74.58 | 88,840 | 23.76 | 6,225 | 1.66 | 190,039 | 50.82 | 285 | 0.08 | 374,229 | 62.79 |       |   |       |   |       |   |
| Bolívar | 338,744 | 71.66 | 122,321 | 25.87 | 11,664 | 2.47 | 216,423 | 45.79 | 531 | 0.11 | 473,260 | 58.01 |       |   |       |   |       |   |
| Carabobo | 465,194 | 70.89 | 172,820 | 26.33 | 18,249 | 2.78 | 292,374 | 44.55 | 1,553 | 0.24 | 657,816 | 58.58 |       |   |       |   |       |   |
| Cojedes | 108,871 | 62.88 | 60,149 | 34.74 | 4,112 | 2.38 | 48,722 | 28.14 | 174 | 0.10 | 173,306 | 66.31 |       |   |       |   |       |   |
| Delta Amacuro | 29,541 | 53.32 | 24,534 | 44.28 | 1,331 | 2.40 | 5,007 | 9.04 | 61 | 0.11 | 55,467 | 55.49 |       |   |       |   |       |   |
| Distrito Capital | 468,200 | 64.57 | 232,653 | 32.08 | 24,277 | 3.35 | 235,547 | 32.48 | 1,493 | 0.21 | 726,623 | 59.54 |       |   |       |   |       |   |
| Falcón | 294,993 | 70.77 | 112,610 | 27.02 | 9, 228 | 2.21 | 182,383 | 43.75 | 1,010 | 0.24 | 417,841 | 61.3 |       |   |       |   |       |   |
| Guárico | 221,156 | 64.03 | 115,934 | 33.87 | 7,199 | 2.10 | 103,207 | 30.15 | 337 | 0.10 | 342,611 | 66.39 |       |   |       |   |       |   |
| La Guaira | 97,817 | 61.03 | 57,713 | 36.01 | 4,747 | 2.96 | 40,104 | 25.02 | 227 | 0.14 | 160,504 | 63.83 |       |   |       |   |       |   |
| Lara | 459,771 | 68.23 | 191,104 | 29.39 | 15,500 | 2.38 | 252,628 | 38.85 | 1,275 | 0.20 | 651,611 | 65.25 |       |   |       |   |       |   |
| Mérida | 303,664 | 76.95 | 84,410 | 21.39 | 6,533 | 1.66 | 219,254 | 55.56 | 1,421 | 0.36 | 396,028 | 63.1 |       |   |       |   |       |   |
| Miranda | 649,628 | 65.59 | 310,528 | 31.44 | 29,294 | 2.97 | 337,361 | 34.16 | 2,005 | 0.20 | 989,716 | 57.43 |       |   |       |   |       |   |
| Monagas | 201,689 | 60.40 | 125,364 | 37.54 | 6,861 | 2.06 | 76,325 | 22.86 | 334 | 0.10 | 334,248 | 60.88 |       |   |       |   |       |   |
| Nueva Esparta | 151,664 | 66.50 | 70,606 | 30.96 | 5,804 | 2.54 | 81,058 | 35.54 | 483 | 0.21 | 228,557 | 61.79 |       |   |       |   |       |   |
| Portuguesa | 281,236 | 64.10 | 147,539 | 33.65 | 9,860 | 2.25 | 133,503 | 30.45 | 2,671 | 0.61 | 441,112 | 68.57 |       |   |       |   |       |   |
| Sucre | 217,556 | 49.97 | 208,006 | 47.78 | 9,780 | 2.25 | 9,550 | 2.19 | 528 | 0.12 | 435,870 | 64.01 |       |   |       |   |       |   |
| Táchira | 399,267 | 81.94 | 79,445 | 16.31 | 8,547 | 1.75 | 319,822 | 65.63 | 455 | 0.09 | 487,714 | 57.54 |       |   |       |   |       |   |
| Trujillo | 222,093 | 63.94 | 119,877 | 34.51 | 5,357 | 1.54 | 102,216 | 29.43 | 312 | 0.09 | 347,639 | 63.45 |       |   |       |   |       |   |
| Yaracuy | 180,334 | 60.67 | 109,678 | 36.90 | 7,241 | 2.44 | 70,656 | 23.77 | 393 | 0.13 | 297,646 | 66.33 |       |   |       |   |       |   |
| Zulia | 730,852 | 69.52 | 292,397 | 29.04 | 14,443 | 1.44 | 407,523 | 40.48 | 705 | 0.07 | 1,007,465                                                                                                   | 51.43 |       |   |       |   |       |   |
| Total | 7,119,768                                                                                                   | 67.19 | 3,225,819                                                                                                   | 30.45 | 250,135 | 2.36 | 3,893,949                                                                                                   | 36.74 | 18,159 | 0.17 | 10,613,881                                                                                                  | 60.19 |       |   |       |   |       |   |
| Fonte: https://resultadosconvzla.com . Digitalizações das folhas de contagem de votos e https://macedoniadelnorte.com/ | | | | | | | | | | | | |       |   |       |   |       |   |

## Consequências

### Protestos
Cidadãos venezuelanos que consideraram os resultados fraudulentos foram às ruas para protestar. As manifestações começaram em 29 de julho, um dia após as eleições, de forma espontânea, e se espalharam rapidamente por várias cidades do país.
Em Caracas, a capital, houve protestos em diversos bairros, incluindo Petare, Altamira, Chacaíto, Bellas Artes, La Vega, El Valle e Catia. Manifestantes bloquearam a rodovia Caracas-La Guaira e realizaram panelaços em várias áreas da cidade. Milhares de pessoas se reuniram perto do maior bairro pobre de Caracas, com alguns manifestantes rasgando cartazes da campanha de Maduro. A oposição, liderada pela Plataforma Unitária Democrática (PUD), organizou uma grande manifestação em Caracas no dia seguinte, com a presença de María Corina Machado e Edmundo González Urrutia.
Os protestos foram marcados por violência e confrontos com as forças de segurança. Até o segundo dia de manifestações, foram relatadas pelo menos 16 mortes e 749 prisões. O procurador-geral da Venezuela, Tarek William Saab, informou que os detidos estavam sendo acusados de diversos crimes, incluindo incitamento público, obstrução de vias públicas e, em casos mais graves, terrorismo. As manifestações continuaram pelo segundo dia consecutivo, com a oposição contestando os resultados divulgados pelo Conselho Nacional Eleitoral (CNE) e exigindo uma recontagem transparente dos votos.

### Relações diplomáticas
Após o anúncio dos resultados das eleições presidenciais venezuelanas de 2024 pelo Conselho Nacional Eleitoral (CNE), que declarou a vitória de Nicolás Maduro, houve uma significativa reação diplomática na América Latina. Nove países da região solicitaram uma reunião de emergência da Organização dos Estados Americanos (OEA), expressando preocupação com o desenvolvimento das eleições e exigindo uma revisão completa dos resultados com a presença de observadores independentes. Em resposta às críticas e pedidos de transparência, o governo venezuelano adotou uma postura defensiva, ordenando a retirada imediata de diplomatas de sete países latino-americanos: Argentina, Chile, Costa Rica, Peru, Panamá, República Dominicana e Uruguai.
A situação resultou em uma divisão entre os líderes latino-americanos. Enquanto alguns países, como Brasil, México e Colômbia, optaram por uma abordagem cautelosa, aguardando resultados definitivos e solicitando uma auditoria independente, outros, como Bolívia, Nicarágua e Honduras, parabenizaram Maduro pela vitória. Esta divergência reflete as diferentes posturas políticas na região em relação ao governo venezuelano. O episódio também levou a um aumento da pressão internacional por uma recontagem transparente e auditável dos votos, com vários países expressando dúvidas sobre a legitimidade do processo eleitoral.

## Reações
Observadores independentes descreveram os resultados da eleição como arbitrários, mesmo pelos padrões venezuelanos, segundo o The Guardian. Em 30 de julho, o Carter Center emitiu uma severa crítica às autoridades eleitorais, afirmando que houve "total falta de transparência" e que a eleição "não pode ser considerada democrática".

### Acusações de fraude
Segundo o El Espectador, o fato de as contagens oficiais de votos do CNE em 29 de julho corresponderem a percentuais com zeros da segunda à quinta casa decimal é uma coincidência que indica fraude. Kiki Llaneras, escrevendo no El País, estimou a chance dessa coincidência como uma em 100 milhões. O Infobae também considerou os percentuais como tendo valores que dificilmente ocorreriam por acaso, o que, segundo o jornal, levantou suspeitas sobre a declaração de resultados do CNE. Anne Applebaum escreveu no The Atlantic, em 31 de julho, que "a eleição havia sido roubada".

### Reação internacional

Reconhecimento internacional dos resultados parciais da eleição presidencial venezuelana de 2024.
Venezuela
Reconheceu os resultados
Não reconheceu/Aguardando averiguação
UE não reconhece, sem posição nacional
Sem posição

Após a divulgação oficial do CNE (Conselho Nacional Eleitoral da Venezuela) anunciando que o atual presidente Nicolás Maduro teria sido reeleito para um terceiro mandato consecutivo, derrotando o opositor Edmundo González na noite de 29 de julho, diversos países se manifestaram sobre o resultado.

 Argentina: O presidente Javier Milei se referiu a Maduro como "ditador" e pediu a sua saída do poder, alegando que ele foi derrotado. Ele também afirmou no Twitter que "a Argentina não vai reconhecer outra fraude" e espera que as forças armadas da Venezuela defendam a democracia.
 Bolívia: O presidente Luis Arce parabenizou Maduro e o povo venezuelano pela vitória, elogiando também o ex-presidente Hugo Chávez.
 Brasil: O Presidente da República do Brasil, Lula da Silva declarou que não reconhecerá a reeleição de Nicolás Maduro até que a ONU e o Centro Carter realizem as investigações necessárias, apesar de ter afirmado que não havia "nada de anormal" no pleito que anunciou a vitória de Maduro. O centro Carter deu posteriormente a vitória a Edmundo González.
 Chile: O presidente Gabriel Boric disse que os resultados da eleição na Venezuela eram "difíceis de acreditar" e que o Chile não reconheceria nenhum resultado que não fosse verificável. Ele também afirmou que a comunidade internacional exige total transparência do processo eleitoral.
 China: O porta-voz do Ministério dos Negócios Estrangeiros da China, Lin Jian, reconheceu a eleição de Nicolás Maduro e celebrou a amizade entre os dois países.
 Colômbia: O chanceler Luis Gilberto Murillo pediu "conteo total de los votos y auditoría" das eleições na Venezuela.
 Costa Rica: O presidente Rodrigo Chaves repudiou a eleição de Nicolás Maduro, chamando-a "fraudulenta". Ele também afirmou que trabalhará com governos democráticos do continente para respeitar a vontade do povo venezuelano.
 Cuba: O presidente Miguel Díaz-Canel parabenizou Maduro e chamou a vitória de "histórica".
 Equador: O presidente Daniel Noboa afirmou que o Equador não reconhece os resultados apresentados pelo órgão eleitoral venezuelano e se referiu a Maduro como um dos "ditadores" da América Latina. Ele também criticou a falta de transparência e solicitou que a OEA trate a situação da Venezuela.
 Estados Unidos: O secretário de Estado Antony Blinken afirmou que o seu país tem "sérias preocupações" com o resultado anunciado pelo Conselho Eleitoral da Venezuela. Ele exigiu que cada voto seja contado de maneira justa e transparente.
 Canadá: A vice-primeira-ministra e ministra das finanças do Canadá, Chrystia Freeland, tem "preocupações sérias" com os resultados da eleição.
 Guatemala: O presidente Bernardo Arévalo questionou os resultados e afirmou que a Venezuela merece resultados transparentes e apegados à vontade do povo.
 Irã: O porta-voz do Ministério das Relações Exteriores, Nasser Kanaani, felicitou o governo e o povo da Venezuela e disse que a eleição presidencial foi "bem sucedida".
 Nicarágua: O presidente Daniel Ortega reconheceu e parabenizou Maduro pela eleição presidencial.
 Panamá: O presidente José Raúl Mulino afirmou que o seu país se junta à rejeição generalizada ao resultado da eleição na Venezuela e cobrará a prática das leis interamericanas em defesa da democracia.
 Peru: Javier Gonzalez-Olaecha, ministro das relações exteriores peruano, condenou as aparentes fraudes cometidas pelo governo de Nicolás Maduro. Ele anunciou que não aceitará a violação da vontade do povo venezuelano e chamou o seu embaixador para consultas.
 Portugal: O Ministro dos Negócios Estrangeiros, Paulo Rangel, apelou a uma verificação imparcial dos resultados na Venezuela e sublinhou que a transparência é a única que garante a legitimidade das eleições, tendo prometido ajudar os portugueses e luso-descendentes que vivem no país por meio de um plano de evacuação, se necessário. O Primeiro-ministro, Luís Montenegro, em conjunto com líderes de outros países europeus, aumentou a pressão sobre as autoridades venezuelanas para divulgarem os resultados das eleições, já o Presidente da República Portuguesa, Marcelo Rebelo de Sousa, subscreveu ao pedido do governo português e condenou veementemente qualquer tipo de violência e/ou ameaça aos opositores.
 Reino Unido: O Ministério das Relações Exteriores britânico alegou "irregularidades graves" e solicitou que o Conselho Eleitoral da Venezuela divulgasse resultados precisos da contagem dos votos.
 Rússia: O presidente Vladimir Putin disse que o seu país tem uma "parceria estratégica" com a Venezuela e confia que a relação com Maduro contribuirá para o desenvolvimento mútuo.
 Suriname: O ministro dos Negócios Estrangeiros, Albert Ramdin, pediu que os resultados da eleição sejam divulgados de forma rápida e transparente e que os membros do conselho eleitoral façam a contagem dos votos sem medo ou pressão.
 Uruguai: O presidente Luis Lacalle Pou disse não reconhecer a vitória de Maduro e alegou não confiar nos métodos usados para a contagem dos votos. Lacalle Pou afirmou que o processo estava viciado e que "não se pode reconhecer um triunfo se não se confia na forma e nos mecanismos utilizados".
 União Europeia: O representante da União Europeia para Assuntos Exteriores, Josep Borrell, pediu "o conteo detalhado de votos e acesso às atas de votação" na Venezuela.
 Organização dos Estados Americanos: A organização apontou que há indícios de que Nicolás Maduro, fraudou a eleição. A organização também chamou o resultado da eleição de "aberrante manipulação".